# Réseau de bus du Vexin
Le réseau de bus du Vexin est un réseau de transports en commun par autobus circulant en Île-de-France, organisé par Île-de-France Mobilités et exploité par le groupe Transdev à travers la société Transdev Vexin depuis le 1er août 2021.
Il se compose de 29 lignes qui desservent principalement le bassin de vie du Vexin, dont 3 lignes lignes nocturnes, ainsi qu'un service de transport à la demande.

## Histoire
Le réseau est créé le 1er août 2021, date de l'ouverture à la concurrence de celui-ci, composé d'une grande majorité des lignes de l'ancien réseau de bus régional Busval d'Oise.

## Développement du réseau

### Ouverture à la concurrence
À la suite de l'ouverture à la concurrence des transports en commun en Île-de-France, une partie du réseau départemental Busval d'Oise a été détachée et renommée Vexin le 1er août 2021, correspondant au marché public numéro 1 établie par Île-de-France Mobilités. Un appel d'offres a donc été lancé par l'autorité organisatrice afin de désigner une entreprise qui succèdera à l'exploitation de RATP Dev et Transdev Ecquevilly pour une durée de quatre ans. C'est finalement Transdev, via sa filiale Transdev Vexin, qui a été désigné lors du conseil d'administration du 11 février 2021. À la date de son ouverture à la concurrence, le réseau se composait des lignes 95-04, 95-05, 95-06, 95-07, 95-08, 95-11, 95-12, 95-15, 95-16, 95-22, 95-23, 95-24, 95-25, 95-31, 95-32, 95-33, 95-34, 95-35, 95-41, 95-42, 95-43, 95-44, 95-45, 95-46, 95-47, 95-48, 95-49, 95-50 et 95-51 du réseau de bus Busval d'Oise exploités par RATP Dev Ceobus, par RATP Dev Timbus et par Transdev Ecquevilly. Le contrat comprend également les lignes N150, N152 et N154 du réseau nocturne Noctilien, exploitées auparavant par la société Céobus pour le compte de SNCF Transilien.
Le 1er août 2025, l'exploitant sortant est reconduit pour 6 ans, le marché public ayant été remplacé par une délégation de service public.

## Lignes du réseau

### Lignes de 95-01 à 95-09
| Ligne | Caractéristiques | Caractéristiques | Caractéristiques | Caractéristiques | Caractéristiques | Caractéristiques | Caractéristiques | Caractéristiques | Caractéristiques |
| 95-04 | Bray-et-Lû — Place du 19 mars 1962 (à certaines heures) / Magny-en-Vexin — Porte de Rouen ⥋ Cergy-Préfecture RER | Bray-et-Lû — Place du 19 mars 1962 (à certaines heures) / Magny-en-Vexin — Porte de Rouen ⥋ Cergy-Préfecture RER                                                                               | Bray-et-Lû — Place du 19 mars 1962 (à certaines heures) / Magny-en-Vexin — Porte de Rouen ⥋ Cergy-Préfecture RER                                                                               | Bray-et-Lû — Place du 19 mars 1962 (à certaines heures) / Magny-en-Vexin — Porte de Rouen ⥋ Cergy-Préfecture RER                                                                               | Bray-et-Lû — Place du 19 mars 1962 (à certaines heures) / Magny-en-Vexin — Porte de Rouen ⥋ Cergy-Préfecture RER                                                                               | Bray-et-Lû — Place du 19 mars 1962 (à certaines heures) / Magny-en-Vexin — Porte de Rouen ⥋ Cergy-Préfecture RER                                                                               | Bray-et-Lû — Place du 19 mars 1962 (à certaines heures) / Magny-en-Vexin — Porte de Rouen ⥋ Cergy-Préfecture RER                                                                               | Bray-et-Lû — Place du 19 mars 1962 (à certaines heures) / Magny-en-Vexin — Porte de Rouen ⥋ Cergy-Préfecture RER                                                                               | Bray-et-Lû — Place du 19 mars 1962 (à certaines heures) / Magny-en-Vexin — Porte de Rouen ⥋ Cergy-Préfecture RER                                                                               |
| ----- | --- | --- | --- | --- | --- | --- | --- | --- | --- |
| 95-04 | Ouverture / Fermeture — / — | Longueur — | Durée 40-65 min | Nb. d’arrêts 25 | Matériel — | Jours de fonctionnement L, Ma, Me, J, V, S | Jour / Soir / Nuit / Fêtes O / O / N / N | Voy. / an — | Dépôt Magny-en-Vexin |
| 95-04 | Desserte : - Villes et lieux desservis : Bray-et-Lû, Montreuil-sur-Epte, Saint-Clair-sur-Epte, Buhy, La Chapelle-en-Vexin, Saint-Gervais, Magny-en-Vexin, Cléry-en-Vexin, Vigny et Cergy - Gares desservies : Cergy-Saint-Christophe et Cergy-Préfecture | | | | | | | | |
| 95-04 | Autre : - Zone traversée : 5 - Arrêts non accessibles aux UFR : — - Amplitudes horaires : La ligne fonctionne du lundi au vendredi de 5 h 12 à 23 h 10 et le samedi de 6 h 0 à 23 h 10. - Date de dernière mise à jour : 20 janvier 2022. | | | | | | | | |
| 95-04 | Dernière actualisation : — | | | | | | | | |
| 95-05 | Cergy-Préfecture RER ⥋ Hérouville-en-Vexin — Château / Menouville — Place du Village (du lundi au vendredi à certaines heures) / Frouville — Messelan(du lundi au vendredi à certaines heures) | Cergy-Préfecture RER ⥋ Hérouville-en-Vexin — Château / Menouville — Place du Village (du lundi au vendredi à certaines heures) / Frouville — Messelan(du lundi au vendredi à certaines heures) | Cergy-Préfecture RER ⥋ Hérouville-en-Vexin — Château / Menouville — Place du Village (du lundi au vendredi à certaines heures) / Frouville — Messelan(du lundi au vendredi à certaines heures) | Cergy-Préfecture RER ⥋ Hérouville-en-Vexin — Château / Menouville — Place du Village (du lundi au vendredi à certaines heures) / Frouville — Messelan(du lundi au vendredi à certaines heures) | Cergy-Préfecture RER ⥋ Hérouville-en-Vexin — Château / Menouville — Place du Village (du lundi au vendredi à certaines heures) / Frouville — Messelan(du lundi au vendredi à certaines heures) | Cergy-Préfecture RER ⥋ Hérouville-en-Vexin — Château / Menouville — Place du Village (du lundi au vendredi à certaines heures) / Frouville — Messelan(du lundi au vendredi à certaines heures) | Cergy-Préfecture RER ⥋ Hérouville-en-Vexin — Château / Menouville — Place du Village (du lundi au vendredi à certaines heures) / Frouville — Messelan(du lundi au vendredi à certaines heures) | Cergy-Préfecture RER ⥋ Hérouville-en-Vexin — Château / Menouville — Place du Village (du lundi au vendredi à certaines heures) / Frouville — Messelan(du lundi au vendredi à certaines heures) | Cergy-Préfecture RER ⥋ Hérouville-en-Vexin — Château / Menouville — Place du Village (du lundi au vendredi à certaines heures) / Frouville — Messelan(du lundi au vendredi à certaines heures) |
| 95-05 | Ouverture / Fermeture — / — | Longueur — | Durée 30-60 min | Nb. d’arrêts 34 | Matériel — | Jours de fonctionnement L, Ma, Me, J, V, S | Jour / Soir / Nuit / Fêtes O / N / N / N | Voy. / an — | Dépôt Génicourt |
| 95-05 | Desserte : - Villes et lieux desservis : Cergy, Pontoise, Ennery, Livilliers, Hérouville-en-Vexin, Vallangoujard, Menouville,Arronville,Labbeville et Frouville - Gares desservies : Cergy-Préfecture et Pontoise | | | | | | | | |
| 95-05 | Autre : - Zone traversée : 5 - Arrêts non accessibles aux UFR : — - Amplitudes horaires : La ligne fonctionne du lundi au vendredi de 5 h 27 à 20 h 35 et le samedi de 6 h 32 à 21 h 31. - Particularités : Les arrêts de Zone Artisanale à Bécasse sont desservis le matin en direction d'Hérouville-en-Vexin et le soir dans le sens inverse. La plupart des courses partent de ou sont limitées à Hérouville-en-Vexin. - Date de dernière mise à jour : 20 janvier 2022. | | | | | | | | |
| 95-05 | Dernière actualisation : — | | | | | | | | |
| 95-06 | Arronville — Lavoir ⥋ Cergy-Préfecture RER | Arronville — Lavoir ⥋ Cergy-Préfecture RER | Arronville — Lavoir ⥋ Cergy-Préfecture RER | Arronville — Lavoir ⥋ Cergy-Préfecture RER | Arronville — Lavoir ⥋ Cergy-Préfecture RER | Arronville — Lavoir ⥋ Cergy-Préfecture RER | Arronville — Lavoir ⥋ Cergy-Préfecture RER | Arronville — Lavoir ⥋ Cergy-Préfecture RER | Arronville — Lavoir ⥋ Cergy-Préfecture RER |
| 95-06 | Ouverture / Fermeture 1er septembre 2014 / — | Longueur — | Durée 60 min | Nb. d’arrêts 22 | Matériel Intouro | Jours de fonctionnement L, Ma, Me, J, V, S | Jour / Soir / Nuit / Fêtes O / N / N / N | Voy. / an — | Dépôt Génicourt |
| 95-06 | Desserte : - Villes et lieux desservis : Arronville, Menouville, Vallangoujard, Hérouville-en-Vexin, Livilliers, Génicourt, Osny, Pontoise et Cergy - Gares desservies : Pontoise et Cergy-Préfecture | | | | | | | | |
| 95-06 | Autre : - Zone traversée : 5 - Arrêts non accessibles aux UFR : — - Amplitudes horaires : La ligne fonctionne du lundi au vendredi de 6 h 36 à 9 h 34 puis de 16 h 22 à 17 h 25 / de 13 h 22 à 17 h 25 (le mercredi en période scolaire) et le samedi de 6 h 25 à 19 h 29. - Date de dernière mise à jour : 20 janvier 2022. | | | | | | | | |
| 95-06 | Dernière actualisation : — | | | | | | | | |
| 95-07 | Cergy — Préfecture ou Pontoise — Lycée Pissarro ⥋ Parmain — Le Verger ou Jouy-le-Comte — Église | Cergy — Préfecture ou Pontoise — Lycée Pissarro ⥋ Parmain — Le Verger ou Jouy-le-Comte — Église                                                                                                | Cergy — Préfecture ou Pontoise — Lycée Pissarro ⥋ Parmain — Le Verger ou Jouy-le-Comte — Église                                                                                                | Cergy — Préfecture ou Pontoise — Lycée Pissarro ⥋ Parmain — Le Verger ou Jouy-le-Comte — Église                                                                                                | Cergy — Préfecture ou Pontoise — Lycée Pissarro ⥋ Parmain — Le Verger ou Jouy-le-Comte — Église                                                                                                | Cergy — Préfecture ou Pontoise — Lycée Pissarro ⥋ Parmain — Le Verger ou Jouy-le-Comte — Église                                                                                                | Cergy — Préfecture ou Pontoise — Lycée Pissarro ⥋ Parmain — Le Verger ou Jouy-le-Comte — Église                                                                                                | Cergy — Préfecture ou Pontoise — Lycée Pissarro ⥋ Parmain — Le Verger ou Jouy-le-Comte — Église                                                                                                | Cergy — Préfecture ou Pontoise — Lycée Pissarro ⥋ Parmain — Le Verger ou Jouy-le-Comte — Église                                                                                                |
| 95-07 | Ouverture / Fermeture — / — | Longueur — | Durée 20-60 min | Nb. d’arrêts 36 | Matériel — | Jours de fonctionnement L, Ma, Me, J, V, S, D | Jour / Soir / Nuit / Fêtes O / N / N / O | Voy. / an — | Dépôt Génicourt |
| 95-07 | Desserte : - Villes et lieux desservis : Cergy, Pontoise, Auvers-sur-Oise, Butry-sur-Oise, Valmondois et Parmain - Gares desservies : Cergy-Préfecture, Pontoise, Chaponval, Auvers-sur-Oise, Valmondois et L'Isle-Adam - Parmain | | | | | | | | |
| 95-07 | Autre : - Zone traversée : 5 - Arrêts non accessibles aux UFR : — - Amplitudes horaires : La ligne fonctionne du lundi au vendredi de 4 h 55 à 23 h, le samedi dès 5 h 25 et les dimanches et fêtes de 6 h 55 à 21 h. - Particularités : - L'arrêt Jouy-le-Comte — Église n'est desservi que par certaines courses aux heures de pointe du lundi au vendredi, ainsi que le samedi, uniquement au départ le matin et au retour le soir. - Du lundi au samedi, ces arrêts peuvent être l'origine ou la destination d'une course : Auvers-sur-Oise — Gendarmerie, Auvers-sur-Oise — Les Côteaux, Valmondois — Gare. - Les dimanches et fêtes, la ligne est limitée à Auvers-sur-Oise — Gendarmerie ; - Les arrêts Cité Judiciaire, Citadelle et Lycée Pissarro sont desservis du lundi au samedi en période scolaire aux heures d'entrée et de sortie de l'établissement. - Date de dernière mise à jour : 20 janvier 2022. | | | | | | | | |
| 95-07 | Dernière actualisation : — | | | | | | | | |
| 95-08 | Chars — Centre-ville ⥋ Cergy-Préfecture RER | Chars — Centre-ville ⥋ Cergy-Préfecture RER | Chars — Centre-ville ⥋ Cergy-Préfecture RER | Chars — Centre-ville ⥋ Cergy-Préfecture RER | Chars — Centre-ville ⥋ Cergy-Préfecture RER | Chars — Centre-ville ⥋ Cergy-Préfecture RER | Chars — Centre-ville ⥋ Cergy-Préfecture RER | Chars — Centre-ville ⥋ Cergy-Préfecture RER | Chars — Centre-ville ⥋ Cergy-Préfecture RER |
| 95-08 | Ouverture / Fermeture — / — | Longueur — | Durée 40-65 min | Nb. d’arrêts 30 | Matériel — | Jours de fonctionnement L, Ma, Me, J, V, S | Jour / Soir / Nuit / Fêtes O / N / N / N | Voy. / an — | Dépôt Génicourt |
| 95-08 | Desserte : - Villes et lieux desservis : Chars, Marines, Frémécourt, Cormeilles-en-Vexin, Génicourt, Osny, Pontoise et Cergy - Gares desservies : Pontoise et Cergy-Préfecture | | | | | | | | |
| 95-08 | Autre : - Zone traversée : 5 - Arrêts non accessibles aux UFR : — - Amplitudes horaires : La ligne fonctionne du lundi au vendredi de 4 h 54 à 22 h et le samedi de 6 h 24 à 21 h 30. - Particularités : L'arrêt Marcouville et "Marjoberts" est desservi pendant la pointe du matin en direction de Cergy-Préfecture et la pointe du soir dans le sens inverse. - Date de dernière mise à jour : 20 janvier 2022. | | | | | | | | |
| 95-08 | Dernière actualisation : — | | | | | | | | |

### Lignes de 95-10 à 95-19
| Ligne | Caractéristiques | Caractéristiques                                            | Caractéristiques                                            | Caractéristiques                                            | Caractéristiques                                            | Caractéristiques                                            | Caractéristiques                                            | Caractéristiques                                            | Caractéristiques                                            |
| 95-11 | Aincourt — Centre Hospitalier ⥋ Mantes-la-Jolie — Gare SNCF | Aincourt — Centre Hospitalier ⥋ Mantes-la-Jolie — Gare SNCF | Aincourt — Centre Hospitalier ⥋ Mantes-la-Jolie — Gare SNCF | Aincourt — Centre Hospitalier ⥋ Mantes-la-Jolie — Gare SNCF | Aincourt — Centre Hospitalier ⥋ Mantes-la-Jolie — Gare SNCF | Aincourt — Centre Hospitalier ⥋ Mantes-la-Jolie — Gare SNCF | Aincourt — Centre Hospitalier ⥋ Mantes-la-Jolie — Gare SNCF | Aincourt — Centre Hospitalier ⥋ Mantes-la-Jolie — Gare SNCF | Aincourt — Centre Hospitalier ⥋ Mantes-la-Jolie — Gare SNCF |
| ----- | --- | ----------------------------------------------------------- | ----------------------------------------------------------- | ----------------------------------------------------------- | ----------------------------------------------------------- | ----------------------------------------------------------- | ----------------------------------------------------------- | ----------------------------------------------------------- | ----------------------------------------------------------- |
| 95-11 | Ouverture / Fermeture — / — | Longueur —                                                  | Durée 20-90 min                                             | Nb. d’arrêts 38                                             | Matériel —                                                  | Jours de fonctionnement L, Ma, Me, J, V, S                  | Jour / Soir / Nuit / Fêtes O / N / N / N                    | Voy. / an —                                                 | Dépôt Magny-en-Vexin                                        |
| 95-11 | Desserte : - Villes et lieux desservis : Aincourt, Drocourt, Saint-Cyr-en-Arthies, Vienne-en-Arthies, Villers-en-Arthies, Chérence, Chaussy, Bray-et-Lû, La Roche-Guyon, Haute-Isle, Vétheuil, Saint-Martin-la-Garenne, Limay et Mantes-la-Jolie - Gare desservie : Mantes-la-Jolie |                                                             |                                                             |                                                             |                                                             |                                                             |                                                             |                                                             |                                                             |
| 95-11 | Autre : - Zone traversée : 5 - Arrêts non accessibles aux UFR : — - Amplitudes horaires : La ligne fonctionne du lundi au vendredi de 5 h 20 à 20 h 30 et le samedi de 7 h 5 (en période scolaire) / de 7 h 45 à 18 h 10. - Date de dernière mise à jour : 20 janvier 2022. |                                                             |                                                             |                                                             |                                                             |                                                             |                                                             |                                                             |                                                             |
| 95-11 | Dernière actualisation : — |                                                             |                                                             |                                                             |                                                             |                                                             |                                                             |                                                             |                                                             |
| 95-12 | Berville — Lavoir ⥋ Cergy-Préfecture RER | Berville — Lavoir ⥋ Cergy-Préfecture RER                    | Berville — Lavoir ⥋ Cergy-Préfecture RER                    | Berville — Lavoir ⥋ Cergy-Préfecture RER                    | Berville — Lavoir ⥋ Cergy-Préfecture RER                    | Berville — Lavoir ⥋ Cergy-Préfecture RER                    | Berville — Lavoir ⥋ Cergy-Préfecture RER                    | Berville — Lavoir ⥋ Cergy-Préfecture RER                    | Berville — Lavoir ⥋ Cergy-Préfecture RER                    |
| 95-12 | Ouverture / Fermeture 1er septembre 2014 / — | Longueur —                                                  | Durée 15-75 min                                             | Nb. d’arrêts 31                                             | Matériel —                                                  | Jours de fonctionnement L, Ma, Me, J, V, S                  | Jour / Soir / Nuit / Fêtes O / N / N / N                    | Voy. / an —                                                 | Dépôt Génicourt                                             |
| 95-12 | Desserte : - Villes et lieux desservis : Berville, Haravilliers, Bréançon, Grisy-les-Plâtres, Épiais-Rhus, Génicourt, Pontoise et Cergy - Gares desservies : Pontoise et Cergy-Préfecture |                                                             |                                                             |                                                             |                                                             |                                                             |                                                             |                                                             |                                                             |
| 95-12 | Autre : - Zone traversée : 5 - Arrêts non accessibles aux UFR : — - Amplitudes horaires : La ligne fonctionne du lundi au vendredi de 6 h 25 à 9 h 30 puis de 15 h 5 à 19 h 35 / de 12 h 30 à 19 h 35 (le mercredi en période scolaire) et le samedi de 7 h à 17 h 45. - Date de dernière mise à jour : 20 janvier 2022.                                                                 |                                                             |                                                             |                                                             |                                                             |                                                             |                                                             |                                                             |                                                             |
| 95-12 | Dernière actualisation : — |                                                             |                                                             |                                                             |                                                             |                                                             |                                                             |                                                             |                                                             |
| 95-15 | Saint-Cyr-en-Arthies - Place ⥋ Gare de Mantes-la-Jolie | Saint-Cyr-en-Arthies - Place ⥋ Gare de Mantes-la-Jolie      | Saint-Cyr-en-Arthies - Place ⥋ Gare de Mantes-la-Jolie      | Saint-Cyr-en-Arthies - Place ⥋ Gare de Mantes-la-Jolie      | Saint-Cyr-en-Arthies - Place ⥋ Gare de Mantes-la-Jolie      | Saint-Cyr-en-Arthies - Place ⥋ Gare de Mantes-la-Jolie      | Saint-Cyr-en-Arthies - Place ⥋ Gare de Mantes-la-Jolie      | Saint-Cyr-en-Arthies - Place ⥋ Gare de Mantes-la-Jolie      | Saint-Cyr-en-Arthies - Place ⥋ Gare de Mantes-la-Jolie      |
| 95-15 | Ouverture / Fermeture — / — | Longueur —                                                  | Durée —                                                     | Nb. d’arrêts —                                              | Matériel —                                                  | Jours de fonctionnement —                                   | Jour / Soir / Nuit / Fêtes — / — / — / —                    | Voy. / an —                                                 | Dépôt —                                                     |
| 95-15 | Desserte : — |                                                             |                                                             |                                                             |                                                             |                                                             |                                                             |                                                             |                                                             |
| 95-15 | Autre : - Date de dernière mise à jour : 26 juillet 2021. |                                                             |                                                             |                                                             |                                                             |                                                             |                                                             |                                                             |                                                             |
| 95-15 | Dernière actualisation : — |                                                             |                                                             |                                                             |                                                             |                                                             |                                                             |                                                             |                                                             |
| 95-16 | (Circulaire) Valmondois — Gare SNCF ⥋ via Hédouville | (Circulaire) Valmondois — Gare SNCF ⥋ via Hédouville        | (Circulaire) Valmondois — Gare SNCF ⥋ via Hédouville        | (Circulaire) Valmondois — Gare SNCF ⥋ via Hédouville        | (Circulaire) Valmondois — Gare SNCF ⥋ via Hédouville        | (Circulaire) Valmondois — Gare SNCF ⥋ via Hédouville        | (Circulaire) Valmondois — Gare SNCF ⥋ via Hédouville        | (Circulaire) Valmondois — Gare SNCF ⥋ via Hédouville        | (Circulaire) Valmondois — Gare SNCF ⥋ via Hédouville        |
| 95-16 | Ouverture / Fermeture — / — | Longueur —                                                  | Durée 25-45 min                                             | Nb. d’arrêts 15                                             | Matériel —                                                  | Jours de fonctionnement L, Ma, Me, J, V, S                  | Jour / Soir / Nuit / Fêtes O / N / N / N                    | Voy. / an —                                                 | Dépôt Génicourt                                             |
| 95-16 | Desserte : - Villes et lieux desservis : Valmondois, Nesles-la-Vallée, Frouville, Labbeville et Hédouville - Gare desservie : Valmondois |                                                             |                                                             |                                                             |                                                             |                                                             |                                                             |                                                             |                                                             |
| 95-16 | Autre : - Zone traversée : 5 - Arrêts non accessibles aux UFR : — - Amplitudes horaires : La ligne fonctionne du lundi au vendredi de 6 h 35 à 20 h 35 et le samedi de 7 h 10 à 14 h 11 puis de 16 h 45 à 20 h 10. - Particularités : Les arrêts Frouville — Mairie et Biard sont desservis du lundi au vendredi aux heures de pointe. - Date de dernière mise à jour : 20 janvier 2022. |                                                             |                                                             |                                                             |                                                             |                                                             |                                                             |                                                             |                                                             |
| 95-16 | Dernière actualisation : — |                                                             |                                                             |                                                             |                                                             |                                                             |                                                             |                                                             |                                                             |

### Lignes de 95-20 à 95-29
| Ligne | Caractéristiques | Caractéristiques | Caractéristiques | Caractéristiques | Caractéristiques | Caractéristiques | Caractéristiques | Caractéristiques | Caractéristiques |
| 95-22 | Seraincourt — Place de la Fontaine ⥋ Cergy-le-Haut — Gare RER / Pontoise — Gare SNCF Canrobert | Seraincourt — Place de la Fontaine ⥋ Cergy-le-Haut — Gare RER / Pontoise — Gare SNCF Canrobert                                                                               | Seraincourt — Place de la Fontaine ⥋ Cergy-le-Haut — Gare RER / Pontoise — Gare SNCF Canrobert                                                                               | Seraincourt — Place de la Fontaine ⥋ Cergy-le-Haut — Gare RER / Pontoise — Gare SNCF Canrobert                                                                               | Seraincourt — Place de la Fontaine ⥋ Cergy-le-Haut — Gare RER / Pontoise — Gare SNCF Canrobert                                                                               | Seraincourt — Place de la Fontaine ⥋ Cergy-le-Haut — Gare RER / Pontoise — Gare SNCF Canrobert                                                                               | Seraincourt — Place de la Fontaine ⥋ Cergy-le-Haut — Gare RER / Pontoise — Gare SNCF Canrobert                                                                               | Seraincourt — Place de la Fontaine ⥋ Cergy-le-Haut — Gare RER / Pontoise — Gare SNCF Canrobert                                                                               | Seraincourt — Place de la Fontaine ⥋ Cergy-le-Haut — Gare RER / Pontoise — Gare SNCF Canrobert                                                                               |
| ----- | --- | --- | --- | --- | --- | --- | --- | --- | --- |
| 95-22 | Ouverture / Fermeture — / — | Longueur — | Durée 30 à 60 min | Nb. d’arrêts 16 | Matériel — | Jours de fonctionnement L, Ma, Me, J, V, S | Jour / Soir / Nuit / Fêtes O / N / N / N | Voy. / an — | Dépôt — |
| 95-22 | Desserte : - Villes et lieux desservis : Seraincourt, Longuesse, Condécourt, Sagy, Cergy et Pontoise - Gares desservies : Cergy-le-Haut, Cergy-Préfecture et Pontoise | | | | | | | | |
| 95-22 | Autre : - Zone traversée : 5 - Arrêts non accessibles aux UFR : — - Amplitudes horaires : La ligne est en service du lundi au vendredi : - en période scolaire de 5 h 45 à 9 h 20 puis de 14 h 40 à 20 h 20 / 12 h 40 à 20 h 20 (le mercredi uniquement) et le samedi de 7 h 25 à 8 h 25 puis de 12 h 25 à 13 h 25. - en période de vacances scolaires de 5 h 45 à 9 h 20 puis de 16 h 20 à 20 h 10. - Particularités : L'arrêt Les Explorateurs est desservi uniquement en période scolaire. - Date de dernière mise à jour : 14 août 2016.                            | | | | | | | | |
| 95-22 | Dernière actualisation : — | | | | | | | | |
| 95-23 | Banthelu — Église ⥋ Cergy-le-Haut — Gare RER / Pontoise — Gare SNCF Canrobert (du lundi au vendredi à certaines heures) ou Pontoise — Poste (en période scolaire uniquement) | Banthelu — Église ⥋ Cergy-le-Haut — Gare RER / Pontoise — Gare SNCF Canrobert (du lundi au vendredi à certaines heures) ou Pontoise — Poste (en période scolaire uniquement) | Banthelu — Église ⥋ Cergy-le-Haut — Gare RER / Pontoise — Gare SNCF Canrobert (du lundi au vendredi à certaines heures) ou Pontoise — Poste (en période scolaire uniquement) | Banthelu — Église ⥋ Cergy-le-Haut — Gare RER / Pontoise — Gare SNCF Canrobert (du lundi au vendredi à certaines heures) ou Pontoise — Poste (en période scolaire uniquement) | Banthelu — Église ⥋ Cergy-le-Haut — Gare RER / Pontoise — Gare SNCF Canrobert (du lundi au vendredi à certaines heures) ou Pontoise — Poste (en période scolaire uniquement) | Banthelu — Église ⥋ Cergy-le-Haut — Gare RER / Pontoise — Gare SNCF Canrobert (du lundi au vendredi à certaines heures) ou Pontoise — Poste (en période scolaire uniquement) | Banthelu — Église ⥋ Cergy-le-Haut — Gare RER / Pontoise — Gare SNCF Canrobert (du lundi au vendredi à certaines heures) ou Pontoise — Poste (en période scolaire uniquement) | Banthelu — Église ⥋ Cergy-le-Haut — Gare RER / Pontoise — Gare SNCF Canrobert (du lundi au vendredi à certaines heures) ou Pontoise — Poste (en période scolaire uniquement) | Banthelu — Église ⥋ Cergy-le-Haut — Gare RER / Pontoise — Gare SNCF Canrobert (du lundi au vendredi à certaines heures) ou Pontoise — Poste (en période scolaire uniquement) |
| 95-23 | Ouverture / Fermeture — / — | Longueur — | Durée 40 à 70 min | Nb. d’arrêts 19 | Matériel — | Jours de fonctionnement L, Ma, Me, J, V, S | Jour / Soir / Nuit / Fêtes O / N / N / N | Voy. / an — | Dépôt — |
| 95-23 | Desserte : - Villes et lieux desservis : Banthelu, Wy-dit-Joli-Village, Guiry-en-Vexin, Gadancourt, Avernes, Frémainville, Théméricourt, Vigny, Ableiges, Cergy et Pontoise - Gares desservies : Cergy-le-Haut, Cergy-Préfecture et Pontoise | | | | | | | | |
| 95-23 | Autre : - Zone traversée : 5 - Arrêts non accessibles aux UFR : — - Amplitudes horaires : La ligne est en service du lundi au vendredi : - en période scolaire de 5 h 45 à 9 h 30 puis de 14 h 30 à 20 h 25 / 12 h 45 à 20 h 25 (le mercredi uniquement) et le samedi de 7 h 10 à 8 h 15 puis de 12 h 30 à 13 h 35. - en période de vacances scolaires de 5 h 45 à 9 h 30 puis de 16 h 20 à 20 h 15. - Particularités : L'arrêt Les Explorateurs est desservi uniquement en période scolaire. - Date de dernière mise à jour : 14 août 2016.                            | | | | | | | | |
| 95-23 | Dernière actualisation : — | | | | | | | | |
| 95-24 | Moussy — Église ⥋ Vigny — Collège | Moussy — Église ⥋ Vigny — Collège | Moussy — Église ⥋ Vigny — Collège | Moussy — Église ⥋ Vigny — Collège | Moussy — Église ⥋ Vigny — Collège | Moussy — Église ⥋ Vigny — Collège | Moussy — Église ⥋ Vigny — Collège | Moussy — Église ⥋ Vigny — Collège | Moussy — Église ⥋ Vigny — Collège |
| 95-24 | Ouverture / Fermeture — / — | Longueur — | Durée 15 à 30 min | Nb. d’arrêts 15 | Matériel — | Jours de fonctionnement L, Ma, Me, J, V | Jour / Soir / Nuit / Fêtes O / N / N / N | Voy. / an — | Dépôt — |
| 95-24 | Desserte : - Villes et lieux desservis : Moussy, Us, Commeny, Gouzangrez, Boissy-l'Aillerie, Le Perchay, Montgeroult, Courcelles-sur-Viosne, Ableiges, Ableiges et Vigny - Gare desservie : Montgeroult - Courcelles | | | | | | | | |
| 95-24 | Autre : - Zone traversée : 5 - Arrêts non accessibles aux UFR : — - Amplitudes horaires : La ligne est en service du lundi au vendredi en période scolaire de 8 h à 9 h 20 puis de 16 h 10 à 17 h 30 / 11 h 50 à 13 h 10 (le mercredi uniquement). - Date de dernière mise à jour : 9 décembre 2015. | | | | | | | | |
| 95-24 | Dernière actualisation : — | | | | | | | | |
| 95-25 | Gadancourt — Mairie ⥋ Vigny — Collège | Gadancourt — Mairie ⥋ Vigny — Collège | Gadancourt — Mairie ⥋ Vigny — Collège | Gadancourt — Mairie ⥋ Vigny — Collège | Gadancourt — Mairie ⥋ Vigny — Collège | Gadancourt — Mairie ⥋ Vigny — Collège | Gadancourt — Mairie ⥋ Vigny — Collège | Gadancourt — Mairie ⥋ Vigny — Collège | Gadancourt — Mairie ⥋ Vigny — Collège |
| 95-25 | Ouverture / Fermeture — / — | Longueur — | Durée 15 à 35 min | Nb. d’arrêts 19 | Matériel — | Jours de fonctionnement L, Ma, Me, J, V | Jour / Soir / Nuit / Fêtes O / N / N / N | Voy. / an — | Dépôt — |
| 95-25 | Desserte : - Villes et lieux desservis : Gadancourt, Avernes, Frémainville, Théméricourt, Vigny, Longuesse, Condécourt, Sagy | | | | | | | | |
| 95-25 | Autre : - Zone traversée : 5 - Arrêts non accessibles aux UFR : — - Amplitudes horaires : La ligne est en service du lundi au vendredi en période scolaire de 8 h à 9 h 25 puis de 16 h 15 à 17 h 50 / 11 h 50 à 13 h 10 (le mercredi uniquement). - Particularités :La ligne est exploitée en trois circuits : - Le premier circuit relie Gadancourt — Mairie à Vigny — Collège - Le second circuit relie Condécourt — Villette à Vigny — Collège - Le troisième circuit relie Sagy — Saillancourt à Vigny — Collège - Date de dernière mise à jour : 9 décembre 2015. | | | | | | | | |
| 95-25 | Dernière actualisation : — | | | | | | | | |

### Lignes de 95-30 à 95-39
| Ligne | Caractéristiques | Caractéristiques | Caractéristiques | Caractéristiques | Caractéristiques | Caractéristiques | Caractéristiques | Caractéristiques | Caractéristiques |
| 95-31 | Arronville — Myosotis ⥋ Marines — Collège Les Hautiers | Arronville — Myosotis ⥋ Marines — Collège Les Hautiers                                                                    | Arronville — Myosotis ⥋ Marines — Collège Les Hautiers                                                                    | Arronville — Myosotis ⥋ Marines — Collège Les Hautiers                                                                    | Arronville — Myosotis ⥋ Marines — Collège Les Hautiers                                                                    | Arronville — Myosotis ⥋ Marines — Collège Les Hautiers                                                                    | Arronville — Myosotis ⥋ Marines — Collège Les Hautiers                                                                    | Arronville — Myosotis ⥋ Marines — Collège Les Hautiers                                                                    | Arronville — Myosotis ⥋ Marines — Collège Les Hautiers                                                                    |
| ----- | --- | --- | --- | --- | --- | --- | --- | --- | --- |
| 95-31 | Ouverture / Fermeture 1er septembre 2014 / — | Longueur — | Durée 15-40 min | Nb. d’arrêts 11 | Matériel — | Jours de fonctionnement L, Ma, Me, J, V                                                                                   | Jour / Soir / Nuit / Fêtes O / N / N / N                                                                                  | Voy. / an — | Dépôt Génicourt |
| 95-31 | Desserte : - Villes et lieux desservis : Arronville, Ménouville, Vallangoujard, Épiais-Rhus, Theuville, Bréançon et Marines | | | | | | | | |
| 95-31 | Autre : - Zone traversée : 5 - Arrêts non accessibles aux UFR : — - Amplitudes horaires : La ligne fonctionne du lundi au vendredi en période scolaire de 7 h 30 à 9 h 30 puis de 16 h 5 à 18 h 50 / 12 h 50 à 16 h 20 (le mercredi uniquement). - Date de dernière mise à jour : 20 janvier 2022.                                                           | | | | | | | | |
| 95-31 | Dernière actualisation : — | | | | | | | | |
| 95-32 | Berville — Lavoir ⥋ Marines — Collège Les Hautiers | Berville — Lavoir ⥋ Marines — Collège Les Hautiers                                                                        | Berville — Lavoir ⥋ Marines — Collège Les Hautiers                                                                        | Berville — Lavoir ⥋ Marines — Collège Les Hautiers                                                                        | Berville — Lavoir ⥋ Marines — Collège Les Hautiers                                                                        | Berville — Lavoir ⥋ Marines — Collège Les Hautiers                                                                        | Berville — Lavoir ⥋ Marines — Collège Les Hautiers                                                                        | Berville — Lavoir ⥋ Marines — Collège Les Hautiers                                                                        | Berville — Lavoir ⥋ Marines — Collège Les Hautiers                                                                        |
| 95-32 | Ouverture / Fermeture 1er septembre 2014 / — | Longueur — | Durée 10-35 min | Nb. d’arrêts 13 | Matériel — | Jours de fonctionnement L, Ma, Me, J, V, S                                                                                | Jour / Soir / Nuit / Fêtes O / N / N / N                                                                                  | Voy. / an — | Dépôt Génicourt |
| 95-32 | Desserte : - Villes et lieux desservis : Berville, Haravilliers, Le Heaulme, Bréançon, Neuilly-en-Vexin, Chars et Marines | | | | | | | | |
| 95-32 | Autre : - Zone traversée : 5 - Arrêts non accessibles aux UFR : — - Amplitudes horaires : La ligne fonctionne en période scolaire du lundi au vendredi de 6 h 55 à 9 h 30 puis de 16 h 5 à 19 h 10 / 12 h 50 à 19 h 10 (le mercredi uniquement) et le samedi de 7 h 20 à 7 h 30 puis de 13 h 30 à 13 h 40. - Date de dernière mise à jour : 20 janvier 2022. | | | | | | | | |
| 95-32 | Dernière actualisation : — | | | | | | | | |
| 95-33 | Épiais-Rhus — La Tuilerie ⥋ Marines — Collège Les Hautiers | Épiais-Rhus — La Tuilerie ⥋ Marines — Collège Les Hautiers                                                                | Épiais-Rhus — La Tuilerie ⥋ Marines — Collège Les Hautiers                                                                | Épiais-Rhus — La Tuilerie ⥋ Marines — Collège Les Hautiers                                                                | Épiais-Rhus — La Tuilerie ⥋ Marines — Collège Les Hautiers                                                                | Épiais-Rhus — La Tuilerie ⥋ Marines — Collège Les Hautiers                                                                | Épiais-Rhus — La Tuilerie ⥋ Marines — Collège Les Hautiers                                                                | Épiais-Rhus — La Tuilerie ⥋ Marines — Collège Les Hautiers                                                                | Épiais-Rhus — La Tuilerie ⥋ Marines — Collège Les Hautiers                                                                |
| 95-33 | Ouverture / Fermeture 1er septembre 2014 / — | Longueur — | Durée 15-20 min | Nb. d’arrêts 10 | Matériel — | Jours de fonctionnement L, Ma, Me, J, V                                                                                   | Jour / Soir / Nuit / Fêtes O / N / N / N                                                                                  | Voy. / an — | Dépôt Génicourt |
| 95-33 | Desserte : - Villes et lieux desservis : Épiais-Rhus, Grisy-les-Plâtres, Bréançon et Marines | | | | | | | | |
| 95-33 | Autre : - Zone traversée : 5 - Arrêts non accessibles aux UFR : — - Amplitudes horaires : La ligne fonctionne du lundi au vendredi en période scolaire de 8 h 10 à 9 h 30 puis de 16 h 5 à 17 h 25 / 12 h 50 à 13 h 5 (le mercredi uniquement). - Date de dernière mise à jour : 20 janvier 2022.                                                            | | | | | | | | |
| 95-33 | Dernière actualisation : — | | | | | | | | |
| 95-34 | Sagy — Saillancourt Place - Segpa (à certaines heures) / Cormeilles-en-Vexin — Rue Curie ⥋ Marines — Collège Les Hautiers | Sagy — Saillancourt Place - Segpa (à certaines heures) / Cormeilles-en-Vexin — Rue Curie ⥋ Marines — Collège Les Hautiers | Sagy — Saillancourt Place - Segpa (à certaines heures) / Cormeilles-en-Vexin — Rue Curie ⥋ Marines — Collège Les Hautiers | Sagy — Saillancourt Place - Segpa (à certaines heures) / Cormeilles-en-Vexin — Rue Curie ⥋ Marines — Collège Les Hautiers | Sagy — Saillancourt Place - Segpa (à certaines heures) / Cormeilles-en-Vexin — Rue Curie ⥋ Marines — Collège Les Hautiers | Sagy — Saillancourt Place - Segpa (à certaines heures) / Cormeilles-en-Vexin — Rue Curie ⥋ Marines — Collège Les Hautiers | Sagy — Saillancourt Place - Segpa (à certaines heures) / Cormeilles-en-Vexin — Rue Curie ⥋ Marines — Collège Les Hautiers | Sagy — Saillancourt Place - Segpa (à certaines heures) / Cormeilles-en-Vexin — Rue Curie ⥋ Marines — Collège Les Hautiers | Sagy — Saillancourt Place - Segpa (à certaines heures) / Cormeilles-en-Vexin — Rue Curie ⥋ Marines — Collège Les Hautiers |
| 95-34 | Ouverture / Fermeture 1er septembre 2014 / — | Longueur — | Durée 15-40 min | Nb. d’arrêts 13 | Matériel — | Jours de fonctionnement L, Ma, Me, J, V                                                                                   | Jour / Soir / Nuit / Fêtes O / N / N / N                                                                                  | Voy. / an — | Dépôt Génicourt |
| 95-34 | Desserte : - Villes et lieux desservis : Sagy, Ableiges, Us, Frémécourt, Cormeilles-en-Vexin et Marines | | | | | | | | |
| 95-34 | Autre : - Zone traversée : 5 - Arrêts non accessibles aux UFR : — - Amplitudes horaires : La ligne fonctionne du lundi au vendredi en période scolaire de 7 h 50 à 9 h 30 puis de 16 h 5 à 17 h 45 / 12 h 55 à 13 h 30 (le mercredi uniquement). - Date de dernière mise à jour : 20 janvier 2022.                                                           | | | | | | | | |
| 95-34 | Dernière actualisation : — | | | | | | | | |
| 95-35 | Seraincourt — Mairie ⥋ Marines — Collège Les Hautiers | Seraincourt — Mairie ⥋ Marines — Collège Les Hautiers                                                                     | Seraincourt — Mairie ⥋ Marines — Collège Les Hautiers                                                                     | Seraincourt — Mairie ⥋ Marines — Collège Les Hautiers                                                                     | Seraincourt — Mairie ⥋ Marines — Collège Les Hautiers                                                                     | Seraincourt — Mairie ⥋ Marines — Collège Les Hautiers                                                                     | Seraincourt — Mairie ⥋ Marines — Collège Les Hautiers                                                                     | Seraincourt — Mairie ⥋ Marines — Collège Les Hautiers                                                                     | Seraincourt — Mairie ⥋ Marines — Collège Les Hautiers                                                                     |
| 95-35 | Ouverture / Fermeture 1er septembre 2014 / — | Longueur — | Durée 20-105 min | Nb. d’arrêts 27 | Matériel — | Jours de fonctionnement L, Ma, Me, J, V, S                                                                                | Jour / Soir / Nuit / Fêtes O / N / N / N                                                                                  | Voy. / an — | Dépôt Génicourt |
| 95-35 | Desserte : - Villes et lieux desservis : Seraincourt, Longuesse, Vigny, Théméricourt, Avernes, Ableiges, Us, Chars, Le Bellay-en-Vexin, Le Perchay, Gouzangrez, Commeny, Moussy, Santeuil, Brignancourt et Marines | | | | | | | | |
| 95-35 | Autre : - Zone traversée : 5 - Arrêts non accessibles aux UFR : — - Amplitudes horaires : La ligne fonctionne en période scolaire du lundi au vendredi de 7 h à 9 h 30 puis de 16 h 5 à 19 h 45 / 12 h 50 à 19 h 45 (le mercredi uniquement) et le samedi de 7 h 10 à 7 h 35 puis de 13 h 30 à 13 h 55. - Date de dernière mise à jour : 20 janvier 2022.    | | | | | | | | |
| 95-35 | Dernière actualisation : — | | | | | | | | |

### Lignes de 95-40 à 95-49
| Ligne | Caractéristiques | Caractéristiques                                                                                         | Caractéristiques                                                                                         | Caractéristiques                                                                                         | Caractéristiques                                                                                         | Caractéristiques                                                                                         | Caractéristiques                                                                                         | Caractéristiques                                                                                         | Caractéristiques                                                                                         |
| 95-41 | Magny-en-Vexin — Blamécourt ⥋ Pontoise — Hôpital | Magny-en-Vexin — Blamécourt ⥋ Pontoise — Hôpital                                                         | Magny-en-Vexin — Blamécourt ⥋ Pontoise — Hôpital                                                         | Magny-en-Vexin — Blamécourt ⥋ Pontoise — Hôpital                                                         | Magny-en-Vexin — Blamécourt ⥋ Pontoise — Hôpital                                                         | Magny-en-Vexin — Blamécourt ⥋ Pontoise — Hôpital                                                         | Magny-en-Vexin — Blamécourt ⥋ Pontoise — Hôpital                                                         | Magny-en-Vexin — Blamécourt ⥋ Pontoise — Hôpital                                                         | Magny-en-Vexin — Blamécourt ⥋ Pontoise — Hôpital                                                         |
| ----- | --- | --- | --- | --- | --- | --- | --- | --- | --- |
| 95-41 | Ouverture / Fermeture — / — | Longueur —                                                                                               | Durée 40-95 min                                                                                          | Nb. d’arrêts 30                                                                                          | Matériel —                                                                                               | Jours de fonctionnement L, Ma, Me, J, V, S                                                               | Jour / Soir / Nuit / Fêtes O / N / N / N                                                                 | Voy. / an —                                                                                              | Dépôt Magny-en-Vexin                                                                                     |
| 95-41 | Desserte : - Villes et lieux desservis : Magny-en-Vexin, Nucourt, Le Bellay-en-Vexin, Commeny, Gouzangrez, Le Perchay, Us, Ableiges, Montgeroult, Boissy-l'Aillerie, Cergy, Puiseux-Pontoise et Pontoise - Gares desservies : Montgeroult - Courcelles, Cergy-Saint-Christophe, Cergy-Préfecture et Pontoise | | | | | | | | |
| 95-41 | Autre : - Zone traversée : 5 - Arrêts non accessibles aux UFR : — - Amplitudes horaires : La ligne fonctionne du lundi au vendredi de 6 h 25 à 20 h 55 et le samedi de 7 h à 19 h 20. - Particularités : L'arrêt Les Explorateurs est desservi en période scolaire uniquement. - Date de dernière mise à jour : 20 janvier 2022. | | | | | | | | |
| 95-41 | Dernière actualisation : — | | | | | | | | |
| 95-42 | Haute-Isle — Lapin Savant (à certaines heures / La Roche-Guyon — Mairie ⥋ Magny-en-Vexin — Gare routière | Haute-Isle — Lapin Savant (à certaines heures / La Roche-Guyon — Mairie ⥋ Magny-en-Vexin — Gare routière | Haute-Isle — Lapin Savant (à certaines heures / La Roche-Guyon — Mairie ⥋ Magny-en-Vexin — Gare routière | Haute-Isle — Lapin Savant (à certaines heures / La Roche-Guyon — Mairie ⥋ Magny-en-Vexin — Gare routière | Haute-Isle — Lapin Savant (à certaines heures / La Roche-Guyon — Mairie ⥋ Magny-en-Vexin — Gare routière | Haute-Isle — Lapin Savant (à certaines heures / La Roche-Guyon — Mairie ⥋ Magny-en-Vexin — Gare routière | Haute-Isle — Lapin Savant (à certaines heures / La Roche-Guyon — Mairie ⥋ Magny-en-Vexin — Gare routière | Haute-Isle — Lapin Savant (à certaines heures / La Roche-Guyon — Mairie ⥋ Magny-en-Vexin — Gare routière | Haute-Isle — Lapin Savant (à certaines heures / La Roche-Guyon — Mairie ⥋ Magny-en-Vexin — Gare routière |
| 95-42 | Ouverture / Fermeture — / — | Longueur —                                                                                               | Durée 5-70 min                                                                                           | Nb. d’arrêts 36                                                                                          | Matériel —                                                                                               | Jours de fonctionnement L, Ma, Me, J, V, S                                                               | Jour / Soir / Nuit / Fêtes O / N / N / N                                                                 | Voy. / an —                                                                                              | Dépôt Magny-en-Vexin                                                                                     |
| 95-42 | Desserte : - Villes et lieux desservis : Vétheuil, Vienne-en-Arthies, Haute-Isle, La Roche-Guyon, Amenucourt, Chaussy, Bray-et-Lû, Omerville, Ambleville, Montreuil-sur-Epte, Buhy, Saint-Clair-sur-Epte, La Chapelle-en-Vexin, Saint-Gervais et Magny-en-Vexin | | | | | | | | |
| 95-42 | Autre : - Zone traversée : 5 - Arrêts non accessibles aux UFR : — - Amplitudes horaires : La ligne fonctionne : - le lundi, mardi, jeudi et vendredi en période scolaire de 6 h 10 à 9 h 15 puis de 13 h 20 à 19 h 15 ; - le mercredi en période scolaire de 6 h 10 à 8 h 45 puis de 12 h 50 à 19 h 15 ; - le samedi en période scolaire de 6 h 55 à 18 h 20 ; - du lundi au vendredi en période de vacances scolaires de 7 h à 8 h 45 puis de 13 h 20 à 19 h 20 ; - le samedi en période de vacances scolaires de 8 h 55 à 8 h 45 puis de 13 h 20 à 18 h 20. - Date de dernière mise à jour : 20 janvier 2022.                                                                                       | | | | | | | | |
| 95-42 | Dernière actualisation : — | | | | | | | | |
| 95-43 | Vétheuil — La Goulée ⥋ Magny-en-Vexin — Gare routière | Vétheuil — La Goulée ⥋ Magny-en-Vexin — Gare routière                                                    | Vétheuil — La Goulée ⥋ Magny-en-Vexin — Gare routière                                                    | Vétheuil — La Goulée ⥋ Magny-en-Vexin — Gare routière                                                    | Vétheuil — La Goulée ⥋ Magny-en-Vexin — Gare routière                                                    | Vétheuil — La Goulée ⥋ Magny-en-Vexin — Gare routière                                                    | Vétheuil — La Goulée ⥋ Magny-en-Vexin — Gare routière                                                    | Vétheuil — La Goulée ⥋ Magny-en-Vexin — Gare routière                                                    | Vétheuil — La Goulée ⥋ Magny-en-Vexin — Gare routière                                                    |
| 95-43 | Ouverture / Fermeture — / — | Longueur —                                                                                               | Durée 15-35 min                                                                                          | Nb. d’arrêts 23                                                                                          | Matériel —                                                                                               | Jours de fonctionnement L, Ma, Me, J, V, S                                                               | Jour / Soir / Nuit / Fêtes O / N / N / N                                                                 | Voy. / an —                                                                                              | Dépôt Magny-en-Vexin                                                                                     |
| 95-43 | Desserte : - Villes et lieux desservis : Vétheuil, Vienne-en-Arthies, Villers-en-Arthies, Chérence, Chaussy, Omerville et Magny-en-Vexin | | | | | | | | |
| 95-43 | Autre : - Zone traversée : 5 - Arrêts non accessibles aux UFR : — - Amplitudes horaires : La ligne fonctionne : - le lundi, mardi, jeudi et vendredi en période scolaire de 6 h 55 à 9 h 15 puis de 16 h 10 à 19 h 15 ; - le mercredi en période scolaire de 6 h 10 à 8 h 35 puis de 12 h 50 à 19 h 10 ; - le samedi en période scolaire de 7 h 5 à 18 h 10 ; - du lundi au vendredi en période de vacances scolaires de 7 h 5 à 9 h 15 puis de 16 h 10 à 19 h 15 ; - le samedi en période de vacances scolaires de 9 h 5 à 18 h 10. - Date de dernière mise à jour : 20 janvier 2022. | | | | | | | | |
| 95-43 | Dernière actualisation : — | | | | | | | | |
| 95-44 | Saint-Cyr-en-Arthies — Place ⥋ Magny-en-Vexin — Gare routière | Saint-Cyr-en-Arthies — Place ⥋ Magny-en-Vexin — Gare routière                                            | Saint-Cyr-en-Arthies — Place ⥋ Magny-en-Vexin — Gare routière                                            | Saint-Cyr-en-Arthies — Place ⥋ Magny-en-Vexin — Gare routière                                            | Saint-Cyr-en-Arthies — Place ⥋ Magny-en-Vexin — Gare routière                                            | Saint-Cyr-en-Arthies — Place ⥋ Magny-en-Vexin — Gare routière                                            | Saint-Cyr-en-Arthies — Place ⥋ Magny-en-Vexin — Gare routière                                            | Saint-Cyr-en-Arthies — Place ⥋ Magny-en-Vexin — Gare routière                                            | Saint-Cyr-en-Arthies — Place ⥋ Magny-en-Vexin — Gare routière                                            |
| 95-44 | Ouverture / Fermeture — / — | Longueur —                                                                                               | Durée 25-50 min                                                                                          | Nb. d’arrêts 22                                                                                          | Matériel —                                                                                               | Jours de fonctionnement L, Ma, Me, J, V, S                                                               | Jour / Soir / Nuit / Fêtes O / N / N / N                                                                 | Voy. / an —                                                                                              | Dépôt Magny-en-Vexin                                                                                     |
| 95-44 | Desserte : - Villes et lieux desservis : Saint-Cyr-en-Arthies, Drocourt, Aincourt, Arthies, Maudétour-en-Vexin, Genainville, Charmont, Hodent et Magny-en-Vexin | | | | | | | | |
| 95-44 | Autre : - Zone traversée : 5 - Arrêts non accessibles aux UFR : — - Amplitudes horaires : La ligne fonctionne : - le lundi, mardi, jeudi et vendredi en période scolaire de 6 h 40 à 9 h 15 puis de 13 h 20 à 19 h 15 ; - le mercredi en période scolaire de 6 h 40 à 8 h 25 puis de 12 h 50 à 19 h 20 ; - le samedi en période scolaire de 6 h 50 à 18 h 20 ; - le lundi, mardi, jeudi et vendredi en période de vacances scolaires de 6 h 55 à 9 h 15 puis de 13 h 20 à 19 h 25 ; - le mercredi en période de vacances scolaires de 6 h 55 à 8 h 25 puis de 13 h 20 à 19 h 25 ; - le samedi en période de vacances scolaires de 8 h 55 à 18 h 20. - Date de dernière mise à jour : 20 janvier 2022. | | | | | | | | |
| 95-44 | Dernière actualisation : — | | | | | | | | |
| 95-45 | Avernes — Mairie ⥋ Magny-en-Vexin — Gare routière | Avernes — Mairie ⥋ Magny-en-Vexin — Gare routière                                                        | Avernes — Mairie ⥋ Magny-en-Vexin — Gare routière                                                        | Avernes — Mairie ⥋ Magny-en-Vexin — Gare routière                                                        | Avernes — Mairie ⥋ Magny-en-Vexin — Gare routière                                                        | Avernes — Mairie ⥋ Magny-en-Vexin — Gare routière                                                        | Avernes — Mairie ⥋ Magny-en-Vexin — Gare routière                                                        | Avernes — Mairie ⥋ Magny-en-Vexin — Gare routière                                                        | Avernes — Mairie ⥋ Magny-en-Vexin — Gare routière                                                        |
| 95-45 | Ouverture / Fermeture — / — | Longueur —                                                                                               | Durée 5-40 min                                                                                           | Nb. d’arrêts 11                                                                                          | Matériel —                                                                                               | Jours de fonctionnement L, Ma, Me, J, V                                                                  | Jour / Soir / Nuit / Fêtes O / N / N / N                                                                 | Voy. / an —                                                                                              | Dépôt Magny-en-Vexin                                                                                     |
| 95-45 | Desserte : - Villes et lieux desservis : Wy-dit-Joli-Village, Avernes, Gadancourt, Guiry-en-Vexin, Cléry-en-Vexin, Banthelu, Charmont et Magny-en-Vexin | | | | | | | | |
| 95-45 | Autre : - Zone traversée : 5 - Arrêts non accessibles aux UFR : — - Amplitudes horaires : La ligne fonctionne : - le lundi, mardi, jeudi et vendredi en période scolaire de 7 h 10 à 9 h 15 puis de 17 h 15 à 19 h ; - le mercredi en période scolaire de 7 h 10 à 8 h 35 puis de 12 h 50 à 19 h. - Date de dernière mise à jour : 20 janvier 2022. | | | | | | | | |
| 95-45 | Dernière actualisation : — | | | | | | | | |
| 95-46 | Magny-en-Vexin — École Marie-Thérèse (à certaines heures) / Magny-en-Vexin — Gare routière ⥋ Chars — LEP | Magny-en-Vexin — École Marie-Thérèse (à certaines heures) / Magny-en-Vexin — Gare routière ⥋ Chars — LEP | Magny-en-Vexin — École Marie-Thérèse (à certaines heures) / Magny-en-Vexin — Gare routière ⥋ Chars — LEP | Magny-en-Vexin — École Marie-Thérèse (à certaines heures) / Magny-en-Vexin — Gare routière ⥋ Chars — LEP | Magny-en-Vexin — École Marie-Thérèse (à certaines heures) / Magny-en-Vexin — Gare routière ⥋ Chars — LEP | Magny-en-Vexin — École Marie-Thérèse (à certaines heures) / Magny-en-Vexin — Gare routière ⥋ Chars — LEP | Magny-en-Vexin — École Marie-Thérèse (à certaines heures) / Magny-en-Vexin — Gare routière ⥋ Chars — LEP | Magny-en-Vexin — École Marie-Thérèse (à certaines heures) / Magny-en-Vexin — Gare routière ⥋ Chars — LEP | Magny-en-Vexin — École Marie-Thérèse (à certaines heures) / Magny-en-Vexin — Gare routière ⥋ Chars — LEP |
| 95-46 | Ouverture / Fermeture — / — | Longueur —                                                                                               | Durée 5-40 min                                                                                           | Nb. d’arrêts 25                                                                                          | Matériel —                                                                                               | Jours de fonctionnement L, Ma, Me, J, V                                                                  | Jour / Soir / Nuit / Fêtes O / N / N / N                                                                 | Voy. / an —                                                                                              | Dépôt Magny-en-Vexin                                                                                     |
| 95-46 | Desserte : - Villes et lieux desservis : Magny-en-Vexin, Serans, Hadancourt-le-Haut-Clocher, Lierville, Bouconvillers, Nucourt, Le Bellay-en-Vexin, Chars et Marines | | | | | | | | |
| 95-46 | Autre : - Zone traversée : 5 - Arrêts non accessibles aux UFR : — - Amplitudes horaires : La ligne fonctionne : - du lundi au vendredi en période scolaire de 6 h 35 à 19 h 55 ; - du lundi au vendredi en période de vacances scolaires de 6 h 30 à 8 h 40 puis de 17 h 55 à 19 h 55. - Date de dernière mise à jour : 20 janvier 2022. | | | | | | | | |
| 95-46 | Dernière actualisation : — | | | | | | | | |
| 95-47 | Saint-Cyr-en-Arthies — Place ⥋ Bray-et-Lû — Collège | Saint-Cyr-en-Arthies — Place ⥋ Bray-et-Lû — Collège                                                      | Saint-Cyr-en-Arthies — Place ⥋ Bray-et-Lû — Collège                                                      | Saint-Cyr-en-Arthies — Place ⥋ Bray-et-Lû — Collège                                                      | Saint-Cyr-en-Arthies — Place ⥋ Bray-et-Lû — Collège                                                      | Saint-Cyr-en-Arthies — Place ⥋ Bray-et-Lû — Collège                                                      | Saint-Cyr-en-Arthies — Place ⥋ Bray-et-Lû — Collège                                                      | Saint-Cyr-en-Arthies — Place ⥋ Bray-et-Lû — Collège                                                      | Saint-Cyr-en-Arthies — Place ⥋ Bray-et-Lû — Collège                                                      |
| 95-47 | Ouverture / Fermeture — / — | Longueur —                                                                                               | Durée 20-40 min                                                                                          | Nb. d’arrêts 46                                                                                          | Matériel —                                                                                               | Jours de fonctionnement L, Ma, Me, J, V                                                                  | Jour / Soir / Nuit / Fêtes O / N / N / N                                                                 | Voy. / an —                                                                                              | Dépôt Magny-en-Vexin                                                                                     |
| 95-47 | Desserte : - Villes et lieux desservis : Saint-Cyr-en-Arthies, Villers-en-Arthies, Vienne-en-Arthies, Vétheuil, Chérence, Chaussy, Amenucourt, La Roche-Guyon, Haute-Isle, Bray-et-Lû, Montreuil-sur-Epte, Buhy, Ambleville, Omerville, Genainville et Saint-Gervais | | | | | | | | |
| 95-47 | Autre : - Zone traversée : 5 - Arrêts non accessibles aux UFR : — - Amplitudes horaires : La ligne fonctionne du lundi au vendredi en période scolaire de 7 h 25 à 8 h 5 puis de 16 h 45 à 17 h 20 / de 12 h 20 à 12 h 55 (le mercredi en période scolaire). - Date de dernière mise à jour : 20 janvier 2022. | | | | | | | | |
| 95-47 | Dernière actualisation : — | | | | | | | | |
| 95-48 | Bray-et-Lû — Place du 19 mai 1962 ⥋ Cergy-Saint-Christophe | Bray-et-Lû — Place du 19 mai 1962 ⥋ Cergy-Saint-Christophe                                               | Bray-et-Lû — Place du 19 mai 1962 ⥋ Cergy-Saint-Christophe                                               | Bray-et-Lû — Place du 19 mai 1962 ⥋ Cergy-Saint-Christophe                                               | Bray-et-Lû — Place du 19 mai 1962 ⥋ Cergy-Saint-Christophe                                               | Bray-et-Lû — Place du 19 mai 1962 ⥋ Cergy-Saint-Christophe                                               | Bray-et-Lû — Place du 19 mai 1962 ⥋ Cergy-Saint-Christophe                                               | Bray-et-Lû — Place du 19 mai 1962 ⥋ Cergy-Saint-Christophe                                               | Bray-et-Lû — Place du 19 mai 1962 ⥋ Cergy-Saint-Christophe                                               |
| 95-48 | Ouverture / Fermeture — / — | Longueur —                                                                                               | Durée 30-60 min                                                                                          | Nb. d’arrêts 35                                                                                          | Matériel —                                                                                               | Jours de fonctionnement L, Ma, Me, J, V, S                                                               | Jour / Soir / Nuit / Fêtes O / N / N / N                                                                 | Voy. / an —                                                                                              | Dépôt Magny-en-Vexin                                                                                     |
| 95-48 | Desserte : - Villes et lieux desservis : Bray-et-Lû, Montreuil-sur-Epte, Saint-Clair-sur-Epte, Buhy, La Chapelle-en-Vexin, Saint-Gervais, Magny-en-Vexin, Nucourt, Cléry-en-Vexin, Vigny, Cergy, Pontoise, Gare de Cergy-le-Haut, Vauréal, Jouy-le-Moutier et Osny | | | | | | | | |
| 95-48 | Autre : - Zone traversée : 5 - Arrêts non accessibles aux UFR : — - Amplitudes horaires : La ligne fonctionne du lundi au vendredi en période scolaire de 6 h 44 à 10 h 23 puis de 15 h 45 à 19 h 50 / de 12 h 20 à 14 h 42 puis de 16 h 40 à 18 h 27 (le mercredi en période scolaire). - Date de dernière mise à jour : 20 janvier 2022. | | | | | | | | |
| 95-48 | Dernière actualisation : — | | | | | | | | |
| 95-49 | Bray-et-Lû — Place du 19 mars 1962 ⥋ Magny-en-Vexin — Gare routière | Bray-et-Lû — Place du 19 mars 1962 ⥋ Magny-en-Vexin — Gare routière                                      | Bray-et-Lû — Place du 19 mars 1962 ⥋ Magny-en-Vexin — Gare routière                                      | Bray-et-Lû — Place du 19 mars 1962 ⥋ Magny-en-Vexin — Gare routière                                      | Bray-et-Lû — Place du 19 mars 1962 ⥋ Magny-en-Vexin — Gare routière                                      | Bray-et-Lû — Place du 19 mars 1962 ⥋ Magny-en-Vexin — Gare routière                                      | Bray-et-Lû — Place du 19 mars 1962 ⥋ Magny-en-Vexin — Gare routière                                      | Bray-et-Lû — Place du 19 mars 1962 ⥋ Magny-en-Vexin — Gare routière                                      | Bray-et-Lû — Place du 19 mars 1962 ⥋ Magny-en-Vexin — Gare routière                                      |
| 95-49 | Ouverture / Fermeture — / — | Longueur —                                                                                               | Durée —                                                                                                  | Nb. d’arrêts 20                                                                                          | Matériel —                                                                                               | Jours de fonctionnement L, Ma, Me, J, V                                                                  | Jour / Soir / Nuit / Fêtes O / N / N / N                                                                 | Voy. / an —                                                                                              | Dépôt Magny-en-Vexin                                                                                     |
| 95-49 | Desserte : - Villes et lieux desservis : Bray-et-Lû, Buhy, Saint-Clair-sur-Epte, Montreuil-sur-Epte, La Chapelle-en-Vexin, Saint-Gervais et Magny-en-Vexin | | | | | | | | |
| 95-49 | Autre : - Zone traversée : 5 - Arrêts non accessibles aux UFR : — - Amplitudes horaires : La ligne fonctionne du lundi au vendredi en période scolaire à raison de quatre allers-retours par jour ; durant les vacances scolaires, un seul aller-retour est assuré. - Date de dernière mise à jour : 20 janvier 2022. | | | | | | | | |
| 95-49 | Dernière actualisation : — | | | | | | | | |

### Lignes de 95-50 à 95-59
| Ligne | Caractéristiques | Caractéristiques                                   | Caractéristiques                                   | Caractéristiques                                   | Caractéristiques                                   | Caractéristiques                                   | Caractéristiques                                   | Caractéristiques                                   | Caractéristiques                                   |
| 95-50 | Magny-en-Vexin — Porte de Rouen ⥋ Cergy-Préfecture | Magny-en-Vexin — Porte de Rouen ⥋ Cergy-Préfecture | Magny-en-Vexin — Porte de Rouen ⥋ Cergy-Préfecture | Magny-en-Vexin — Porte de Rouen ⥋ Cergy-Préfecture | Magny-en-Vexin — Porte de Rouen ⥋ Cergy-Préfecture | Magny-en-Vexin — Porte de Rouen ⥋ Cergy-Préfecture | Magny-en-Vexin — Porte de Rouen ⥋ Cergy-Préfecture | Magny-en-Vexin — Porte de Rouen ⥋ Cergy-Préfecture | Magny-en-Vexin — Porte de Rouen ⥋ Cergy-Préfecture |
| ----- | --- | -------------------------------------------------- | -------------------------------------------------- | -------------------------------------------------- | -------------------------------------------------- | -------------------------------------------------- | -------------------------------------------------- | -------------------------------------------------- | -------------------------------------------------- |
| 95-50 | Ouverture / Fermeture — / — | Longueur —                                         | Durée —                                            | Nb. d’arrêts 43                                    | Matériel —                                         | Jours de fonctionnement L, Ma, Me, J, V, S         | Jour / Soir / Nuit / Fêtes O / N / N / N           | Voy. / an —                                        | Dépôt —                                            |
| 95-50 | Desserte : - Villes et lieux desservis : Magny-en-Vexin, Nucourt, Cléry-en-Vexin, Vigny, Cergy, Pontoise, Vauréal, Jouy-le-Moutier, Éragny, Saint-Ouen-l'Aumône et Osny - Gares desservies : Cergy-le-Haut, Cergy-Saint-Christophe et Cergy-Préfecture |                                                    |                                                    |                                                    |                                                    |                                                    |                                                    |                                                    |                                                    |
| 95-50 | Autre : - Zone traversée : 5 - Arrêts non accessibles aux UFR : — - Amplitudes horaires : La ligne fonctionne du lundi au vendredi de 7 h 15 à 19 h 50 et le samedi de 7 h 40 à 13 h 20 environ. - Date de dernière mise à jour : 4 janvier 2022.      |                                                    |                                                    |                                                    |                                                    |                                                    |                                                    |                                                    |                                                    |
| 95-50 | Dernière actualisation : — |                                                    |                                                    |                                                    |                                                    |                                                    |                                                    |                                                    |                                                    |
| 95-51 | Nucourt — Wenings ⥋ Magny-en-Vexin — Gare Routière | Nucourt — Wenings ⥋ Magny-en-Vexin — Gare Routière | Nucourt — Wenings ⥋ Magny-en-Vexin — Gare Routière | Nucourt — Wenings ⥋ Magny-en-Vexin — Gare Routière | Nucourt — Wenings ⥋ Magny-en-Vexin — Gare Routière | Nucourt — Wenings ⥋ Magny-en-Vexin — Gare Routière | Nucourt — Wenings ⥋ Magny-en-Vexin — Gare Routière | Nucourt — Wenings ⥋ Magny-en-Vexin — Gare Routière | Nucourt — Wenings ⥋ Magny-en-Vexin — Gare Routière |
| 95-51 | Ouverture / Fermeture — / — | Longueur —                                         | Durée —                                            | Nb. d’arrêts 7                                     | Matériel —                                         | Jours de fonctionnement L, Ma, Me, J, V            | Jour / Soir / Nuit / Fêtes O / N / N / N           | Voy. / an —                                        | Dépôt Magny-en-Vexin                               |
| 95-51 | Desserte : - Villes et lieux desservis : Nucourt et Magny-en-Vexin |                                                    |                                                    |                                                    |                                                    |                                                    |                                                    |                                                    |                                                    |
| 95-51 | Autre : - Zone traversée : 5 - Arrêts non accessibles aux UFR : — - Amplitudes horaires : La ligne fonctionne du lundi au vendredi à raison de trois allers-retours par jour. - Date de dernière mise à jour : 20 janvier 2022.                        |                                                    |                                                    |                                                    |                                                    |                                                    |                                                    |                                                    |                                                    |
| 95-51 | Dernière actualisation : — |                                                    |                                                    |                                                    |                                                    |                                                    |                                                    |                                                    |                                                    |

### Transport à la demande
Le réseau de bus est complété par deux services de transport à la demande : le « TàD Vexin Est » et le « TàD Vexin Ouest ».

### Circuits spéciaux scolaires
Près de vingt-cinq circuits spéciaux scolaires sont réservés aux élèves possédant une carte Scol'R dont les parcours et les horaires figurent sur le site du réseau de bus.

## Gestion et exploitation
Les réseaux de transports en commun franciliens sont organisés par Île-de-France Mobilités. L'exploitation du réseau du Vexin revient à Transdev Vexin depuis le 1er août 2021.

### Parc de véhicules

#### Dépôts
Les véhicules sont remisés dans les communes de Génicourt et de Magny-en-Vexin. Les dépôts ont pour mission de stocker les différents véhicules, mais également d'assurer leur entretien préventif et curatif. L'entretien curatif ou correctif a lieu quand une panne ou un dysfonctionnement est signalé par un machiniste.

#### Détails du parc
| Constructeur  | Modèle           | Nombre     | Numéros de coquille | Période de mise en service | Affectation | Observation |
| ------------- | ---------------- | ---------- | ------------------- | -------------------------- | ----------- | ----------- |
| Mercedes-Benz | Sprinter City 75 | au moins 1 | inconnu             | août 2021                  | TàD Vexin   | —           |

| Constructeur | Modèle          | Nombre | Numéros de coquille   | Période de mise en service | Affectation | Observation                                                                |
| ------------ | --------------- | ------ | --------------------- | -------------------------- | ----------- | -------------------------------------------------------------------------- |
| Heuliez Bus  | GX 327          | 6      | 211001-211006         | août 2021                  | 95-07       | Ex Ceobus n°1311, 1411, 1511, 1611, 1614, 1714 (1re MES 02/2011 à 02/2014) |
| Heuliez Bus  | GX 337          | 4      | 211007-211010         | août 2021                  | 95-07       | Ex Ceobus n°15047-15048, 16086, 18072 (1re MES 04/2015 à 11/2018)          |
| Iveco Bus    | Urbanway 12 GNV | 5      | 201079, 211011-211014 | août 2021 à novembre 2021  | 95-07       | —                                                                          |

| Constructeur  | Modèle              | Nombre      | Numéros de coquille                                                 | Période de mise en service | Affectation                   | Observation |
| ------------- | ------------------- | ----------- | ------------------------------------------------------------------- | -------------------------- | ----------------------------- | --- |
| Iveco Bus     | Crossway Line 13 NP | au moins 30 | 207002-207006, 207014-207020, 207029-207043, 217020, 217028, 217031 | août 2021 à janvier 2022   | 95-04 95-05 95-06 95-08 95-12 | — |
| Mercedes-Benz | Intouro M           | au moins 10 | 217305-217313, 217317                                               | août 2021                  | 95-05 95-08 95-41             | Ex Ceobus n°14081-14082, 15052-15054, 15056, 16083-16084 (1re MES 08/2014 à 09/2016) et ex Tim Bus n°15060 (1re MES 07/2015) |
| Mercedes-Benz | Intouro EL          | au moins 2  | 217301 + 1 inconnu                                                  | août 2021                  | 95-05                         | Ex Ceobus n°251-252 (1re MES 05/2013)                                                                                        |
| Iveco Bus     | Crossway Line 13    | au moins 1  | 217280                                                              | août 2021                  | —                             | Ex Tim Bus n°5214 (1re MES 05/2014)                                                                                          |
| Setra         | S 415 UL            | au moins 14 | 217038-217042, 217266-217267, 217270 + 6 inconnus                   | août 2021                  | 95-04 95-41 95-48             | Ex Tim Bus n°5065-5073, 5075-5076, 5079-5080, 5113 (1re MES 10/2009 à 04/2014)                                               |
| Iveco Bus     | Evadys H            | au moins 3  | 217284, 217291, 217294                                              | août 2021                  | —                             | Ex Ceobus n°4710, 41110, 51109 (1re MES 12/2009 à 11/2010)                                                                   |
| Iveco Bus     | Crossway 12.8       | au moins 1  | 217275                                                              | août 2021                  | —                             | Ex Ceobus n°42712 (1re MES 02/2012)                                                                                          |
| Iveco Bus     | Crossway LE Line    | au moins 1  | inconnu                                                             | 2021                       | —                             | Ex Transdev Conflans Sainte-Honorine n°12183 (1re MES 07/2012)                                                               |

### Tarification et fonctionnement

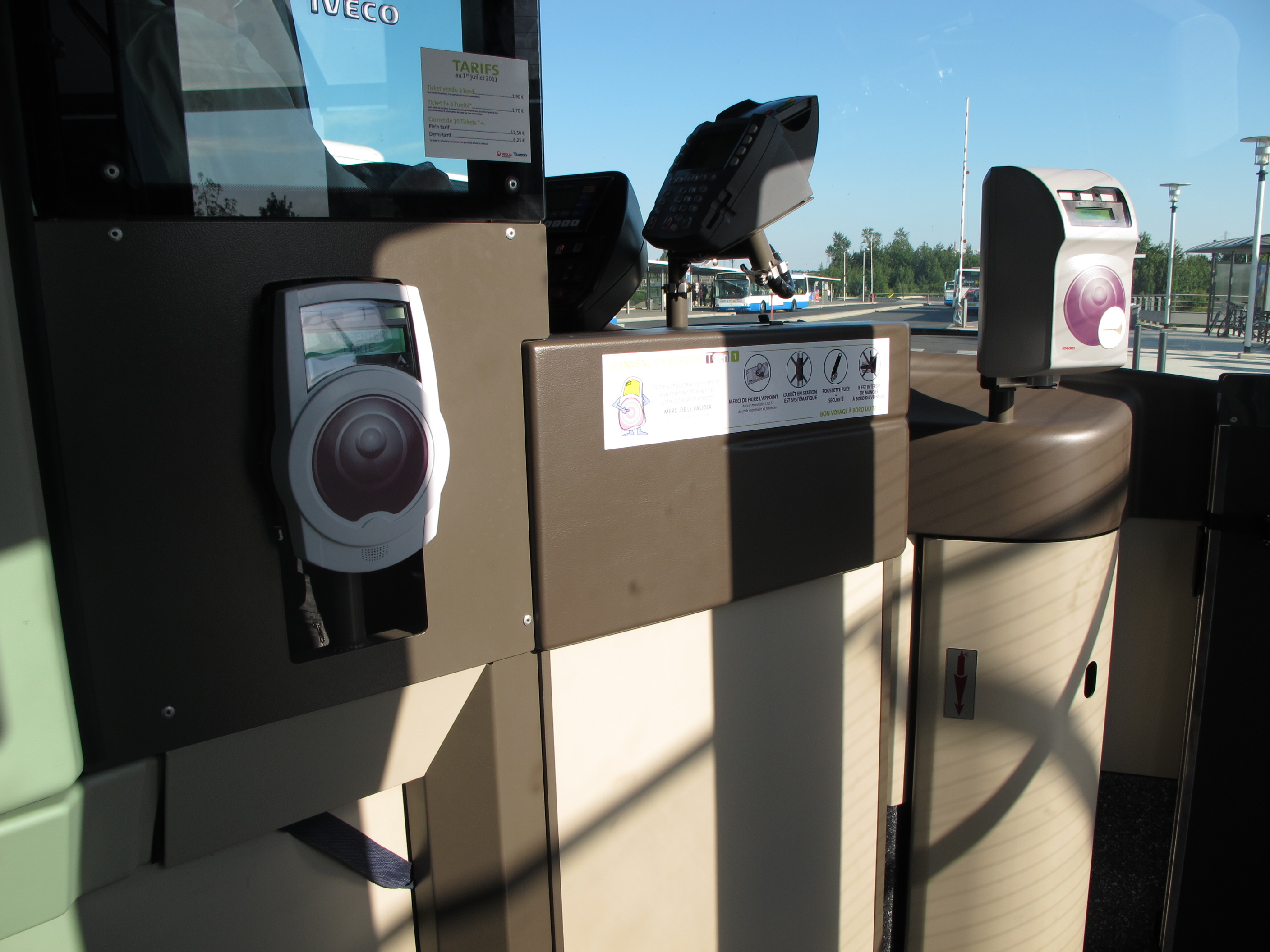
Validateurs pour passes Navigo (à gauche) et pour tickets carton (à droite) présents dans les bus et tramway.

La tarification des lignes d'autobus d'Île-de-France est unifiée et accessible avec les mêmes abonnements. Un ticket « bus-tram », qui remplace le ticket t+ au 1er janvier 2025, permet un trajet simple quelle que soit la distance, avec une ou plusieurs correspondances possibles avec les autres lignes de bus et de tramway pendant une durée maximale de 1 h 30 entre la première et dernière validation. En revanche, un ticket validé dans un bus ne permet pas d'emprunter le métro, ni le Transilien et le RER. Les lignes Orlybus et Roissybus, assurant de façon directe les dessertes aéroportuaires via autoroute, disposent d'une tarification spécifique mais sont accessibles avec les abonnements habituels.
Les tarifs des billets et abonnements dont le montant est limité par décision politique ne couvrent pas les frais réels de transport. Le manque à gagner est compensé par l'autorité organisatrice, Île-de-France Mobilités, présidée depuis 2005 par le président du conseil régional d'Île-de-France et composé d'élus locaux. Elle définit les conditions générales d'exploitation ainsi que la durée et la fréquence des services. L'équilibre financier du fonctionnement est assuré par une dotation globale annuelle aux transporteurs de la région grâce au versement mobilité payé par les entreprises et aux contributions des collectivités publiques.

## Galerie de photographies

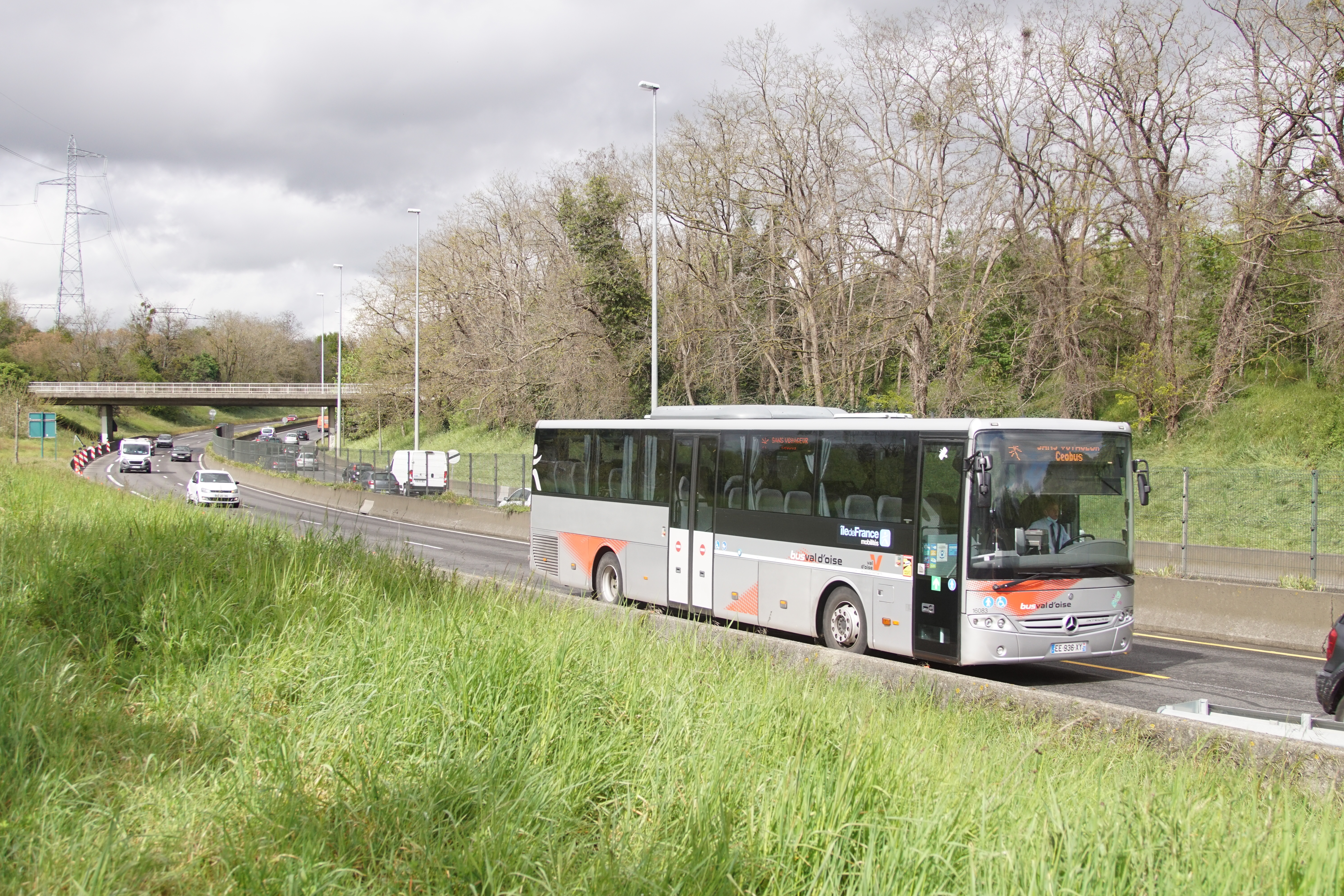
Mercedes-Benz Intouro M de Ceobus sur la RD915 en direction de Cergy.
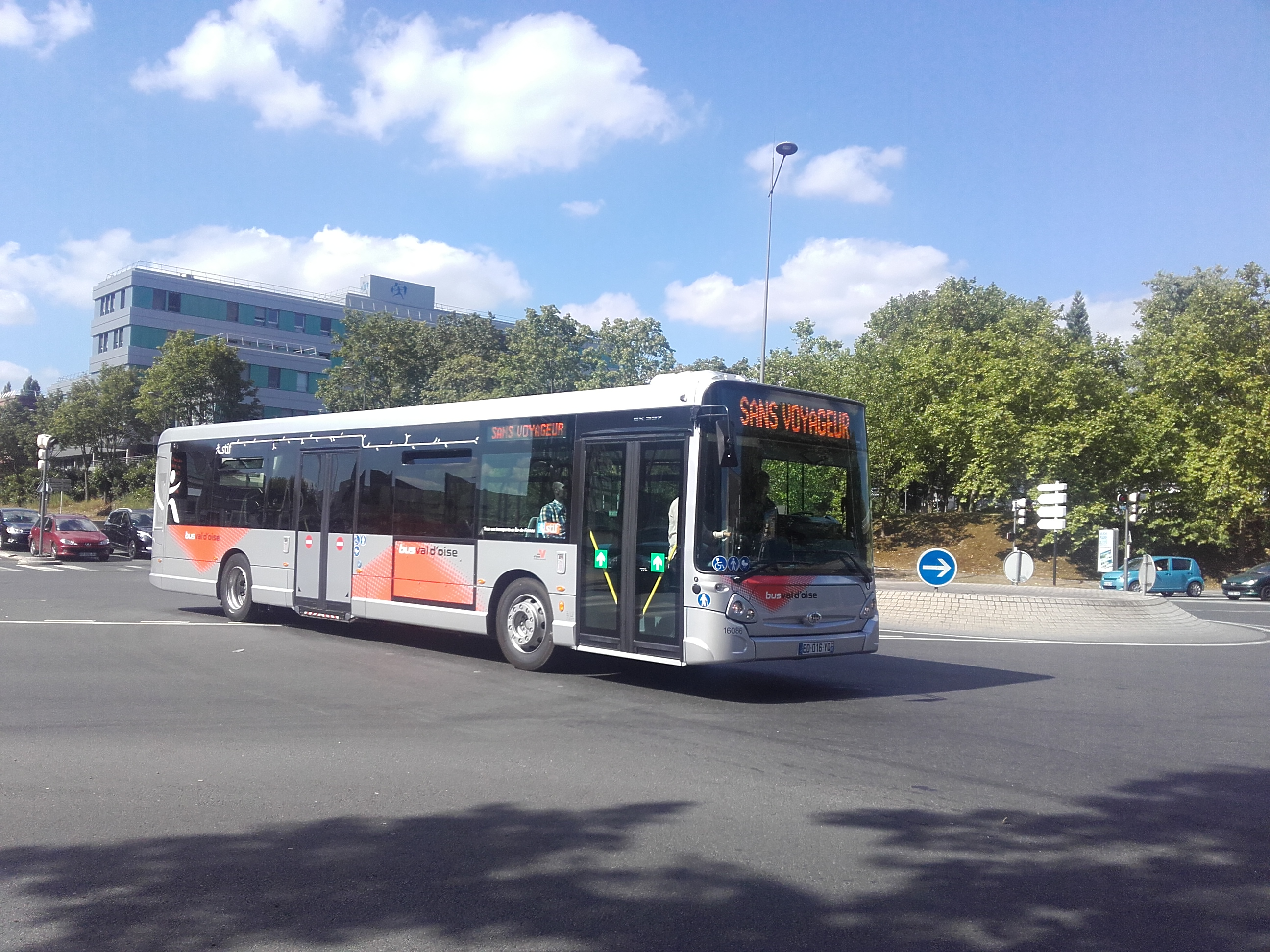
Heuliez GX 337 de Ceobus à Cergy-Préfecture.
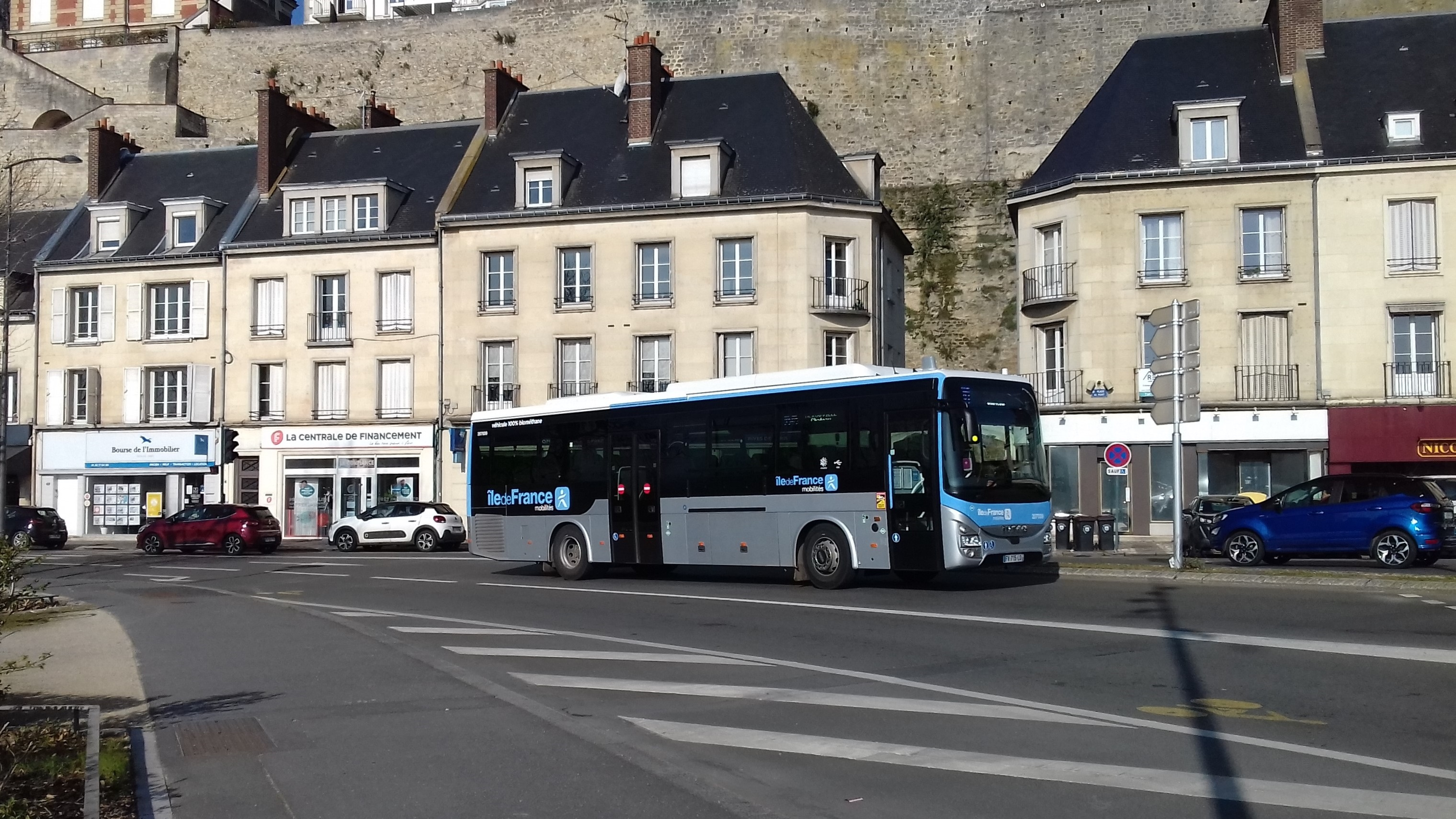
Iveco Bus Crossway Line Natural Power de Ceobus à Pontoise.
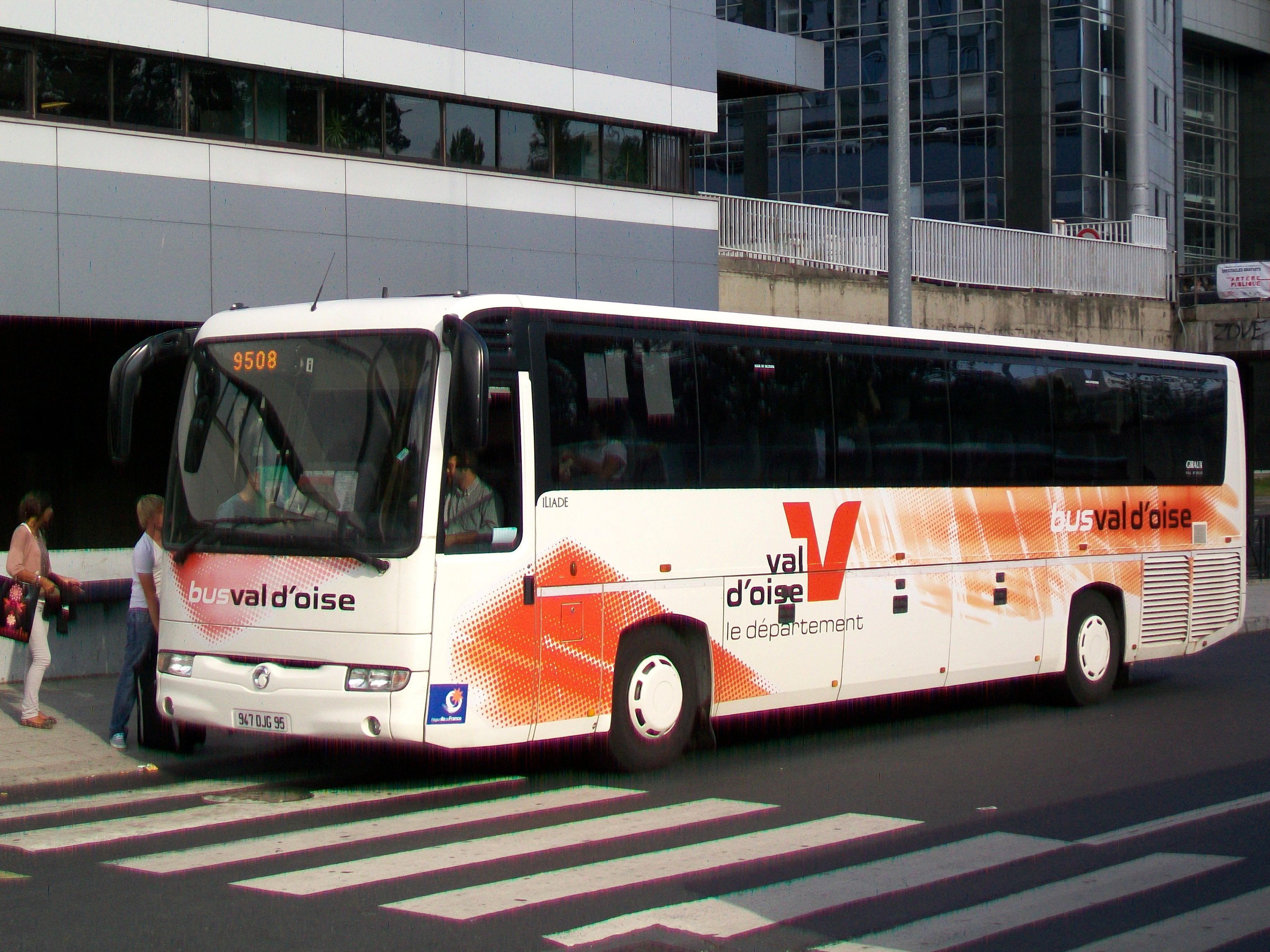
Irisbus Iliade de Ceobus en gare de Cergy-Préfecture sur la ligne 95-08 en direction de Chars.
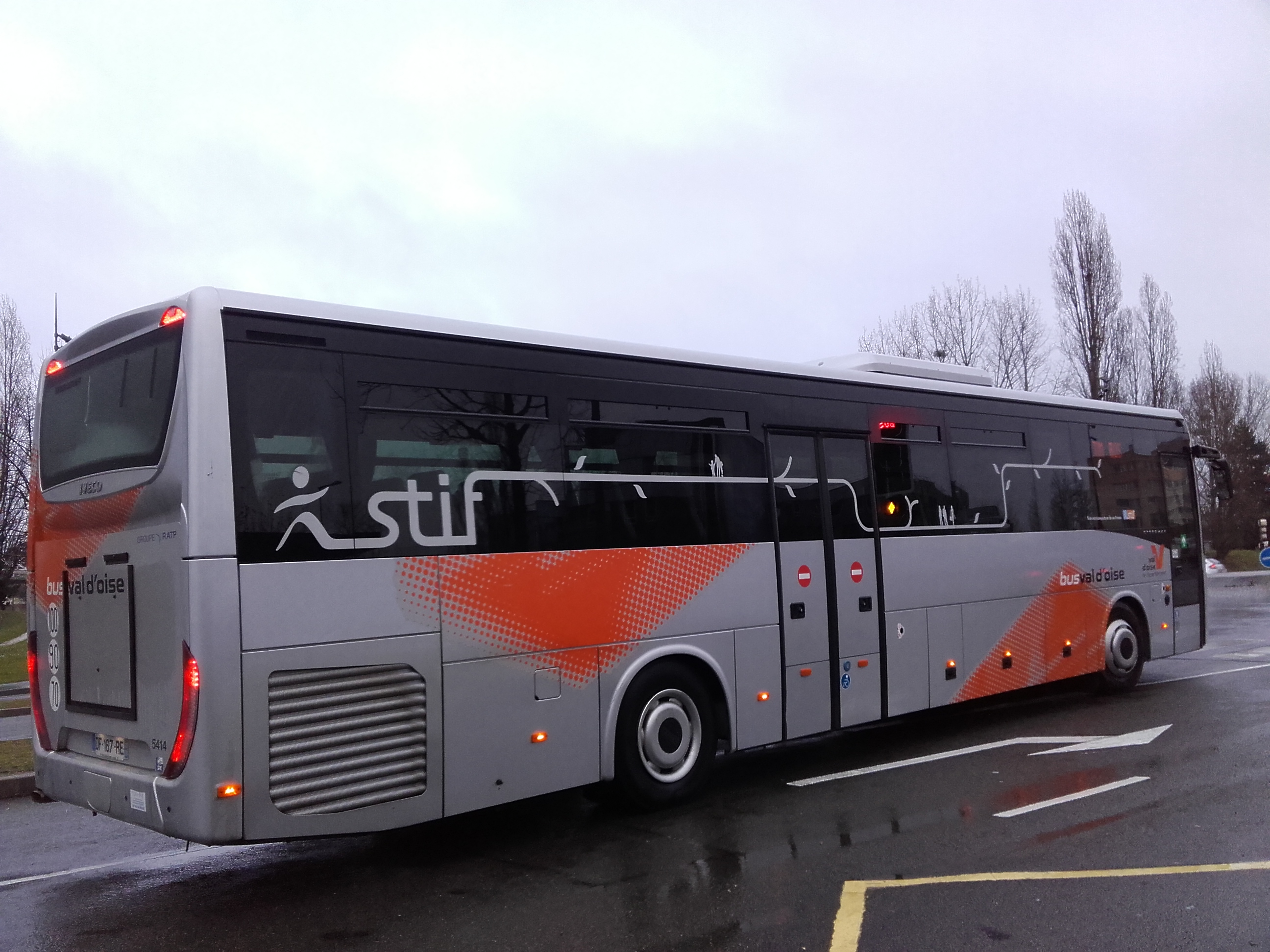
Iveco Crossway de Tim Bus.
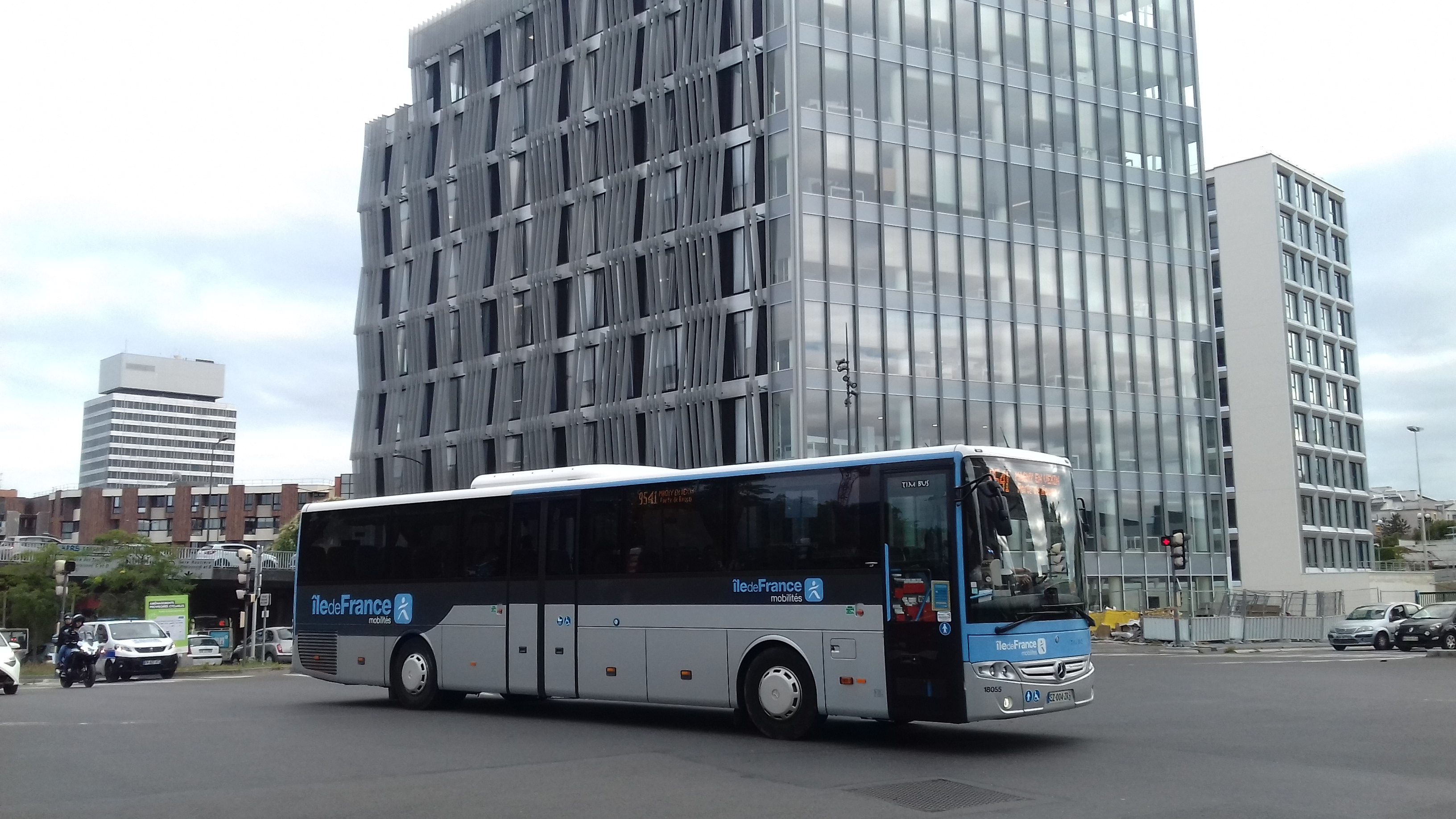
Mercedes-Benz Intouro M de Tim Bus à Cergy sur la ligne 95-41 en direction de Magny-en-Vexin.
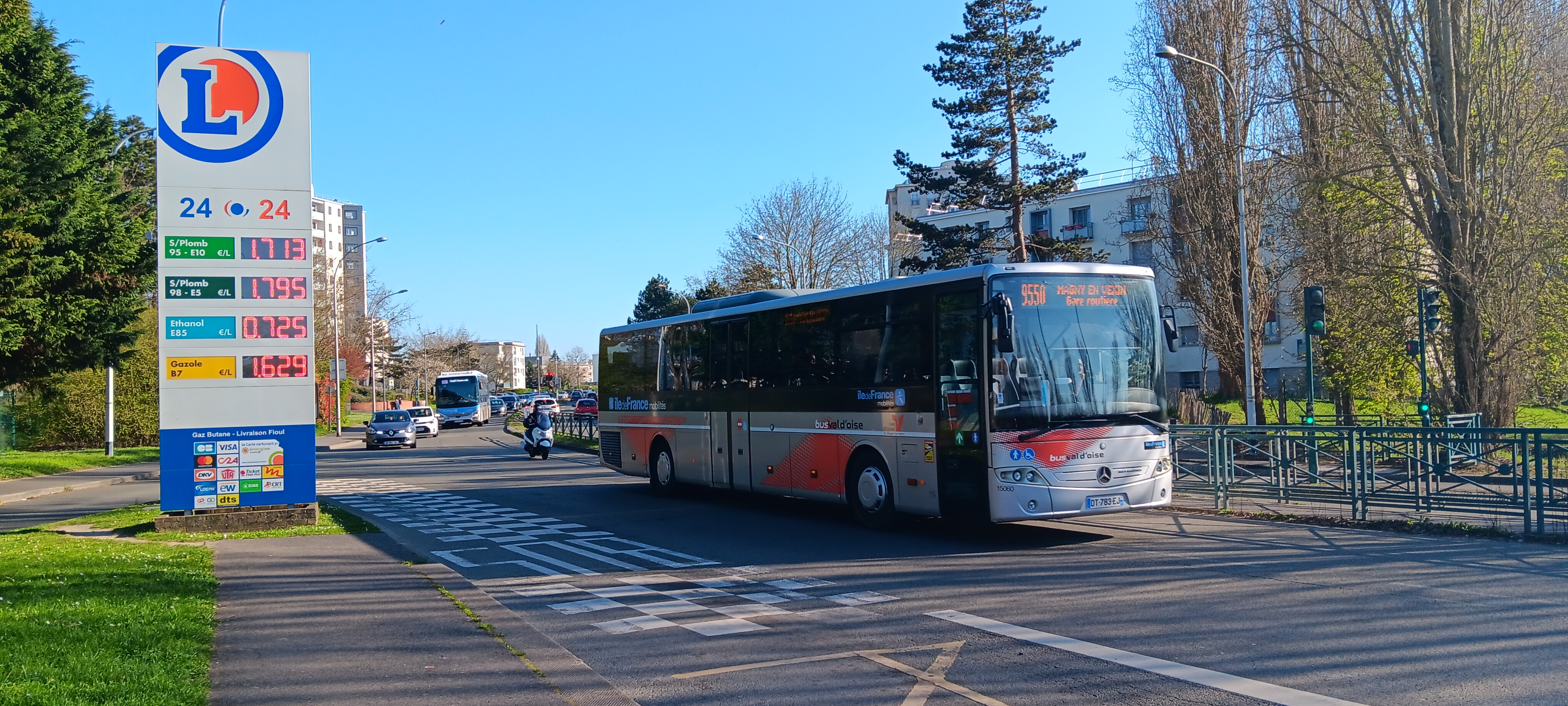
Mercedes-Benz Intouro M de Transdev Vexin à proximité du Centre Leclerc d'Osny sur la ligne 95-50 en direction d'Arronville.